# 三式戦闘機
川崎 キ61 三式戦闘機「飛燕」
台湾・松山飛行場駐屯の第37教育飛行隊所属の
三式戦一型甲(キ61-I甲、1944年3月撮影)
- 用途：戦闘機
- 分類：戦闘機
- 設計者：土井武夫
- 製造者：川崎航空機
- 運用者： 大日本帝国（陸軍）
- 初飛行：1941年12月
- 生産数：3,148機
- 生産開始：1942年
- 運用状況：退役

三式戦闘機(さんしきせんとうき)「飛燕」（ひえん）は第二次世界大戦時の大日本帝国陸軍の戦闘機である。開発・製造は川崎航空機が行い、1943年（昭和18年）に制式採用された。設計主務者は土井武夫、副主任は大和田信である。
当時の日本で唯一の量産液冷戦闘機であり、ドイツの液冷航空エンジンDB 601を国産化したハ40を搭載した。防弾・武装のない試作機は最高速度590 km/hを発揮した。主翼より後部の機体下部にラジエーター・ダクトを搭載し、機体の空気抵抗低下と冷却効率の両立を図った。
搭載エンジンのハ40が生産・整備ともに苦労が多く、常に故障に悩まされた戦闘機としても知られる。エンジンの生産遅延から、製造してもエンジンを搭載することができない、いわゆる首無しの機体が工場内に大量に並ぶ異常事態も発生した。このため、星型空冷エンジンハ112-IIを急遽搭載した五式戦闘機が後に生産された。

## 概要

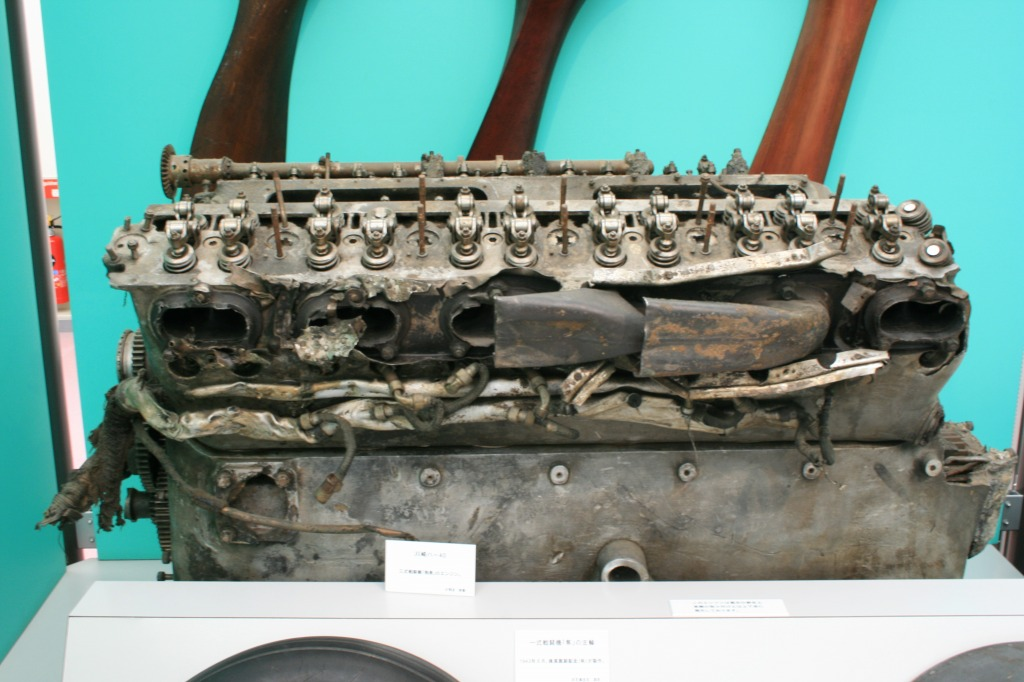
所沢航空発祥記念館のハ40。ハ40は倒立エンジンであるが、画像ではエンジンの上下が逆に展示されている

三式戦闘機は太平洋戦争に実戦投入された日本軍戦闘機の中では唯一の液冷エンジン機である。搭載エンジンには、当時同盟国であったドイツ国のダイムラー・ベンツ社が開発した離昇出力1,100馬力のDB 601 Aを川崎がライセンス生産したハ40を採用した。空冷エンジンが主力であった日本軍機の中にあって、本機の外形は水冷エンジン装備機特有の細身な形状を持つ。開発者の土井によれば、出力が同じ場合、液冷戦闘機の抵抗面積は空冷戦闘機に比べて20 %程度も減少し、速度は6 %向上するなど空力的にも優位な形状であった。ただしラジエーターを要する分重量が増すのが欠点である。
搭載エンジンと機体形状から「和製メッサー」とも呼ばれたが、機体設計は川崎設計陣が独自に行ったものであり、左右一体型の主翼と胴体の接合法、ラジエーター配置、主脚構造などがBf109と大きく異なり、共通点はエンジンと後に本機の一部が装備したMG 151/20機関砲程度である。
1940年2月に陸軍が川崎にハ40を使用した軽戦闘機キ61の試作を指示、12月から設計が開始された。1941年12月に初飛行したキ61試作機は591 km/hという「全くの予想外」の最高速度を発揮し、総合評価でも優秀と判定されて直ちに制式採用が決定された。しかし、DB 601は当時の日本の基礎工業力や資源欠乏から生産が難しい精緻な構造のエンジンであったこと、日本の整備兵は液冷エンジンに不慣れで整備作業そのものも難しいなど運用側にも負担となったことなどから、後々まで生産・運用ともに問題が多く発生した。

### 愛称・呼称
試作名称であるキ番号はキ61であった。制式名称である三式戦闘機という呼称は皇紀2603年（1943年（昭和18年））に制式採用されたことに由来する。制式制定は渡辺 (2006, p. 153)によれば1943年（昭和18年）6月、古峰 (2007, p. 143)によれば1943年（昭和18年）10月9日。実際には1942年（昭和17年）中に量産を開始しているが、「二式」には「二式単座戦闘機」（鍾馗）と「二式複座戦闘機」（屠龍）がすでにあり、煩雑となるため1943年制式化とされたとされる。
愛称は飛燕（ひえん）、部隊での呼称・略称は三式戦、ロクイチ、「キのロクイチ」、「ロクイチ戦」などがある。川崎社内では「ろくいち」と呼ばれたが、二型登場後は「いちがた」「にがた」と呼ばれるようになった。
愛称の「飛燕」は1944年後半に発表されたとする文献もあるが、1945年1月16日付の朝日新聞において本土防空に当たっていた飛行第244戦隊（後述）の活躍を報じる記事で発表されている。その記事では「その軽妙俊敏さは、あたかも青空を截って飛ぶ燕にも似ているところから「飛燕」と呼ぶことになった」としている。また三井 (1989, p. 20)は、高アスペクト比を持つ細長い主翼を持つ、独特のスタイルに由来すると解説している。なお碇 (2006, p. 127)によれば、1945年1月の時点で川崎航空機の年表に愛称が見られる。
連合軍におけるコードネームはTony（トニー）であった。これはアメリカではイタリア系移民の典型的な名前とされ、当初、アメリカ軍がさしたる根拠なく本機を日本の同盟国であるイタリア空軍のマッキ MC.202のコピー機と誤認したことに因んで名づけられた。
本機の印象、特にファストバック型キャノピーがBf109に類似すること、および同系統のエンジンを搭載していたことから日本でも「和製メッサー」というあだ名があった。

### 総生産機数

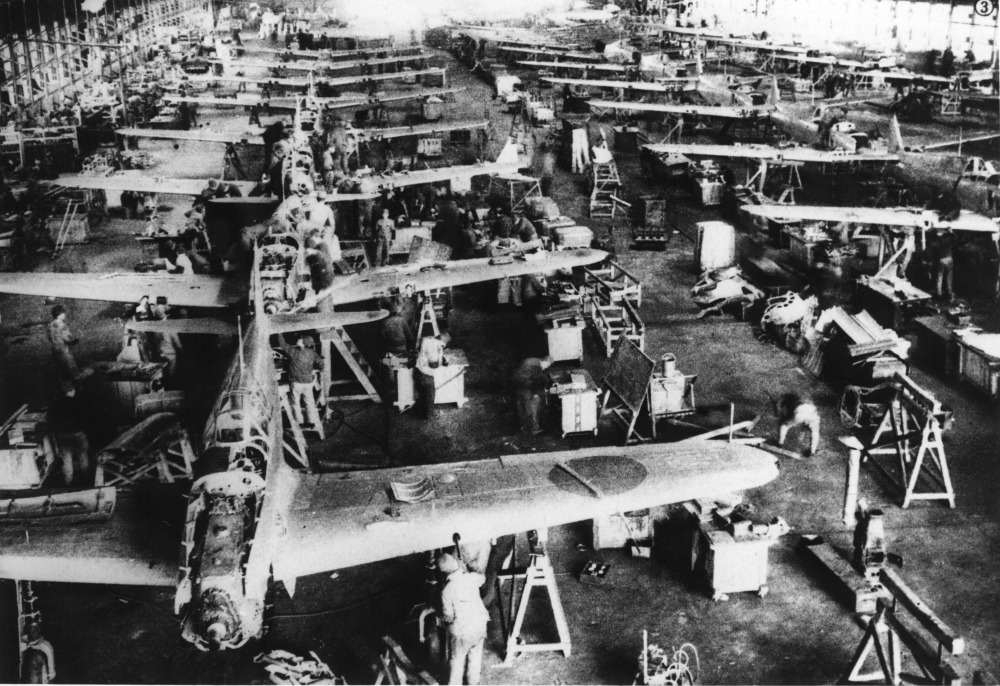
製造中の三式戦闘機

総生産機数は各型合わせておおよそ3,150機であるが、うち275機の機体が五式戦闘機（キ100）に転用されたため、三式戦闘機としての実数はこれよりやや少なく、2,875機前後となる。総生産数は諸説を列挙する。なお二型は通説では増加試作機30機および量産型374機だが、古峰 (2007, p. 156)は413機+αとする。
- 片渕 (2007, pp. 90–91)によれば、各型・試作型合わせて3,153機。
- 古峰 (2007, p. 156)によれば、3,153機+α。
- 秋本 (1999, pp. 120–121)によれば、3,148機かこれよりやや多い。
- 土井 (2002a, p. 35)によれば、I型だけで2,750機。これにII型の8機と二型(II-改)の30+374機（五式戦闘機に改造されたものを含む）を加えると3,162機。

一般に中島飛行機の一式戦闘機が5,751機、同じく中島の四式戦闘機が約3,500機生産されたとされているので、その発動機の生産に多大な問題を抱えながらも、太平洋戦争世代の陸軍戦闘機としては第三位の生産機数を誇る（ただし九七式戦闘機も1943年までに通算3,386機が生産されており、それも含めるなら四位である。なお、旧日本軍全体では海軍の零式艦上戦闘機が10,400機程度生産されており、これが一位となる）。
川崎は複数の工場を持っており、機体は岐阜工場、エンジンは明石工場で生産されていた。

## 開発の経緯と機体内部構造

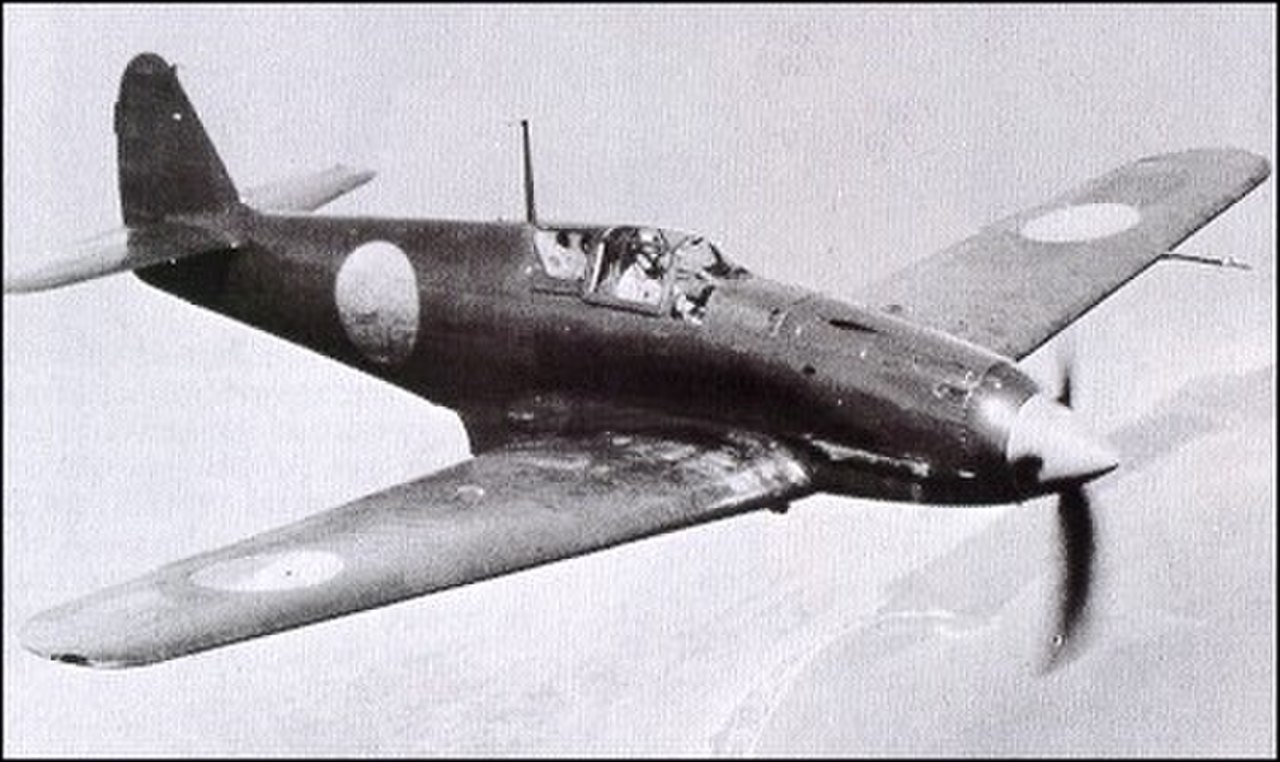
三式戦一型(キ61-I)

1940年2月、陸軍は川崎に対し、ハ40を使用した重戦闘機キ60と軽戦闘機キ61の試作を指示した。キ60の設計は1940年2月から、キ61の設計は12月から開始された。設計は両機ともに土井武夫が担当した。キ60はBf109Eと互角以上の性能を示したものの、他に合同試験された二式単座戦闘機の方が有望であり、なによりキ61の方が良好な性能を発揮していたため、制式化は見送られている。
キ61の設計コンセプトは、「航空兵器研究方針」における重戦・軽戦のカテゴリにこだわらない万能戦闘機で、「中戦(中戦闘機)」とも呼ばれた。当時の陸軍は、軽単座戦闘機に旋回力と上昇力を求め、さらに12.7 mm機関砲の搭載も要求したことから、必然的に陸軍内の議論が発生したともされる。副主任の大和田が「戦闘機は総合性能で敵に勝っておらねばならず、軽戦・重戦で分けるのは不合理だ」と語り、またこれが川崎の開発チーム共通の理念であったともしている。そもそも開発チームが「中戦」と呼んでいたとする文献もあるなど、川崎側が発祥であるともされる。
土井自身は陸軍の「軽戦闘機」思想にこだわらず、キ61を理想的な戦闘機にまとめあげようとしたと語っている。古峰 (2007, p. 116)はこの考えの裏に、かつて土井が設計を担当し、高速性を追求した軽戦闘機キ28が、1939年の競争試作で旋回性が劣るとしてキ27（九七式戦闘機）に敗れた経緯も影響したとする。土井は自信作であったキ28について「当時の陸軍が一撃離脱戦法を知っていれば」と述べており、一度は九五式戦闘機の改良版とも言える降着装置を引き込み式とし最大速度480 km/hに達する高速の複葉機を計画したこともあった。しかしこれはその後廃案になり、「三式戦闘機」案に変更されている。1940年9月頃には細部設計が開始された。なお古峰 (2007, pp. 118, 132)は、開発初期の1940年5月頃から土井はキ61を空冷エンジン搭載機とする可能性に言及したとしている。
木型審査は1941年6月に行われ、試作機は1941年12月に完成し初飛行を行った。キ61はキ60と同系統のエンジンを使用しており、陸軍側もあまり期待していなかったとする資料もあるが、この審査ではキ60やBf109Eの速度を30 km/h上回る590 km/hを発揮した。これは設計者の土井すらも全く予想外の高性能だった。なおこの時期の陸軍戦闘機は、軽戦闘機である一式戦闘機は495 km/hから515 km/h、重戦闘機である二式単座戦闘機（制式採用前）でも580 km/hの最高速度しかもたなかった。このため1942年10月には毎日航空賞が、1943年12月には陸軍技術有功賞が、土井と大和田に贈られた。

### エンジン
1936年、ドイツで液冷1,000馬力級航空エンジン、DB 601が開発・生産された。これは過給器に流体継手を採用し、キャブレターではなく燃料噴射装置を採用するなど先進的な機構を備えたエンジンであった。日本陸海軍はこのエンジンに興味を示し、海軍側は愛知時計電機（後に航空機部門が愛知航空機として独立）が、また1939年1月には川崎航空機が、各々50万円でライセンスを購入し、日本国内での生産を行うこととなった。
川崎の鋳谷社長が土井に語った談として、アドルフ・ヒトラーはこの購入に関し「日本政府として購入すれば50万円で済むのに」なる旨の言を発し、また日本の陸海軍は敵同士かと笑ったともされる。渡辺 (2006)によれば当時の陸海軍の反目がエスカレートしており、別々の購入に至った。また林 (1999)によれば海軍と陸軍は購入に関して別々に交渉を続けており、在ベルリン海軍事務所から在ベルリン日本大使館陸軍航空補佐官加藤敏雄中佐に、既に海軍側が制作権購入の交渉を始めたので手を引いてくれとの電話が有ったとの逸話が紹介されている。また碇 (2006)には、ダイムラーベンツ社が道徳上同じ国に二度もライセンス料を払わせる訳にはいかないと一旦辞退を申し出たことが記述されている。
以上はライセンス購入に際し陸海軍の対立の定説として語られている顛末であるが、古峰文三は以下のような説を著述している。DB 600（601ではない）は、愛知がライセンスを購入したものの、愛知が陸軍にエンジンを供給することが許されていた。またDB 601については愛知・川崎とも1社のみで全軍に供給できるだけの生産力が期待できず、2社で生産に当たるのはやむを得なかった。2社で生産する以上ライセンス生産料も2社分支払うのが契約上当然であり、また他の発動機も陸海軍で共用している状況から、DB 601の経緯のみに注目して対立の根拠とすることはし難いとしている。
ライセンス生産にあたり、ドイツから日本に輸入されたのは離昇出力1,175馬力のDB 601Aaで、燃料噴射装置の特許を持つボッシュ社がライセンス生産を認めないなどのトラブルがあったものの、1940年12月、ハ40は完成を見た。量産型の完成は1941年7月、書類上では同9月である。
なお、川崎側の資料など、一般には試作機には最初からハ40が搭載されていたと言われているが、審査を担当した荒蒔義次らは、3号機までは輸入したDB 601Aaを搭載していたと証言している。また、ハ40を搭載した4号機からは過給器の不調が多かった。量産型第一号機は1942年8月に完成した。
液冷エンジンを搭載したため機首が長く、地上での前方視界は良いものではなかったとする文献もある。

### 主翼
主翼は全幅12 m、面積20 m2で、アスペクト比は7.2という高い比率の翼形を採用した。当時の戦闘機はアメリカ軍の戦闘機P-51Bでアスペクト比は5.9、Bf109Eで6.0、零式艦上戦闘機は6.4であり、日本陸軍が運用していた他の戦闘機、一式戦闘機、二式単座戦闘機、四式戦闘機も6.0 - 6.08程度となっている。これらと比較して三式戦闘機の主翼はアスペクト比が高い。これは翼面荷重を低めるよりも翼幅荷重を低めた方が、高速性能・運動性能、および高々度性能を確保できるという土井の設計思想によるものである。長大な翼幅からくるロール性能の低下は、補助翼の設計でカバーした。翼面荷重は147 kg/m2で、一式戦闘機の100 kg/m2よりは大きいが、二式単座戦闘機の171 kg/m2よりは小さい値である。
またこの主翼の主桁は左右一体構造で作られた頑丈なものであった。当時、主桁はI型断面のものが多く用いられていたが、三式戦闘機のものは凵型のアルミ合金を二重にしたものを前後のウェブで上下に組み合わせ箱形としたもので、フランジ部は結合された主翼小骨のものも合わせて三重となっており、その上内部にもトラスが組み込まれるという頑丈なもので、荷重試験では総重量2,950 kgと仮定して主翼に15 Gをかけても破壊されず、それ以降の試験を中止した。強度過大であることから性能向上のために主翼の軽量化が検討されたが、キ61は既に十分な性能を示していたために見送られた。三式戦闘機は当初計画の2,950 kgから、最大で二型の3,800 kgにまで総重量が増加しているが、この面での主翼の設計変更は必要が無く、生産が滞ることはなかった。なお、後方にはT型またはL型をした補助桁も設置されている。
しかし本機を受領して間もない244戦隊において、訓練飛行中だった村岡機の主翼にシワが入り、メーカーである川崎の手によって、主翼外板を剥がして小骨を補強する改修を、約2週間かけ全機が受けたという。
全幅の広い主翼を用いたことから、主脚のスパンは4.05 mと降着に際して十分に安定したものであり、荒地での運用に耐えられるものであった。そのため胴体下部は引き込まれた主脚のタイヤと降着装置で占拠されることなく、燃料タンクやラジエーターの艤装が容易となっている。主翼は片側6本のボルトで胴体に取り付けられているが、これはFw190やP-51と類似した取り付け方法である。またこの部分は平らに整形され、将来機体に改造が行われて重心が変わっても、主翼位置の前後修正による重心位置調整が容易である。
なお開発時に、土井の不適切な対応もあり、急降下時に補助翼がフラッターによる振動で千切れ飛ぶという事故が発生しているが、無事着陸に成功し事なきを得ている。

### 胴体
三式戦闘機の胴体および機首は、日本では一般的かつ大直径の空冷星型エンジンを搭載した各種戦闘機と比べ、液冷エンジン搭載の利点が出たものとなった。全幅は840 mmである。キ60より全高は100 mm抑えられ、1,360 mmであった。こうした小型化は空気抵抗を減らして高速化に効果がある。機体の分割部分を減らし、生産性の向上とともに強度と軽量化の両立を図ったのも特長である。
胴体は4本の縦貫通材を骨組みの主材とした。ただしこれらは尾翼直前の第12円框で分離されており、一体構造ではない。この構造は生産性向上に役立ったとされる。本機は量産性にも配慮がなされ、主翼取り付け法も生産性を高めた他、飛行機の外形を作ってから工員が中に入り内装を行う従来の手順を改め、各モジュールを内部まである程度作り上げてから最終的に組み立てるシステムが取られた。これはP-51の生産手法と同等のものである。機体構造はセミ・モノコック構造となっており、また発動機架は通常の鋼管で組み上げたものでなく、胴体と一体のモノコック構造となっている。これは一体構造の主翼と相まり、降下限界速度が850 km/hまで許容されるなど、機体強度は非常に頑丈なものであり、また重量軽減にも貢献している。土井によれば速度計は700 km/hまでのものが採用された。ただし780 km/hまで計測できたとの証言や、のちに1,000 km/hまでの速度計に変えられたとの証言もある。この構造は重量軽減にも非常に有効だったともいわれる。設計主務の土井によれば、三式戦闘機が空中分解を起こした事例は一度もなかった。また真偽不明であるが、土井は同じ文献で、三式戦闘機が音速を突破したケースがあると耳にしたと著している。機体が頑強なことから、不時着も比較的行いやすかったと証言したパイロットもいる。
液冷エンジンに不可欠なラジエーターについては、#ラジエーターで詳述する。

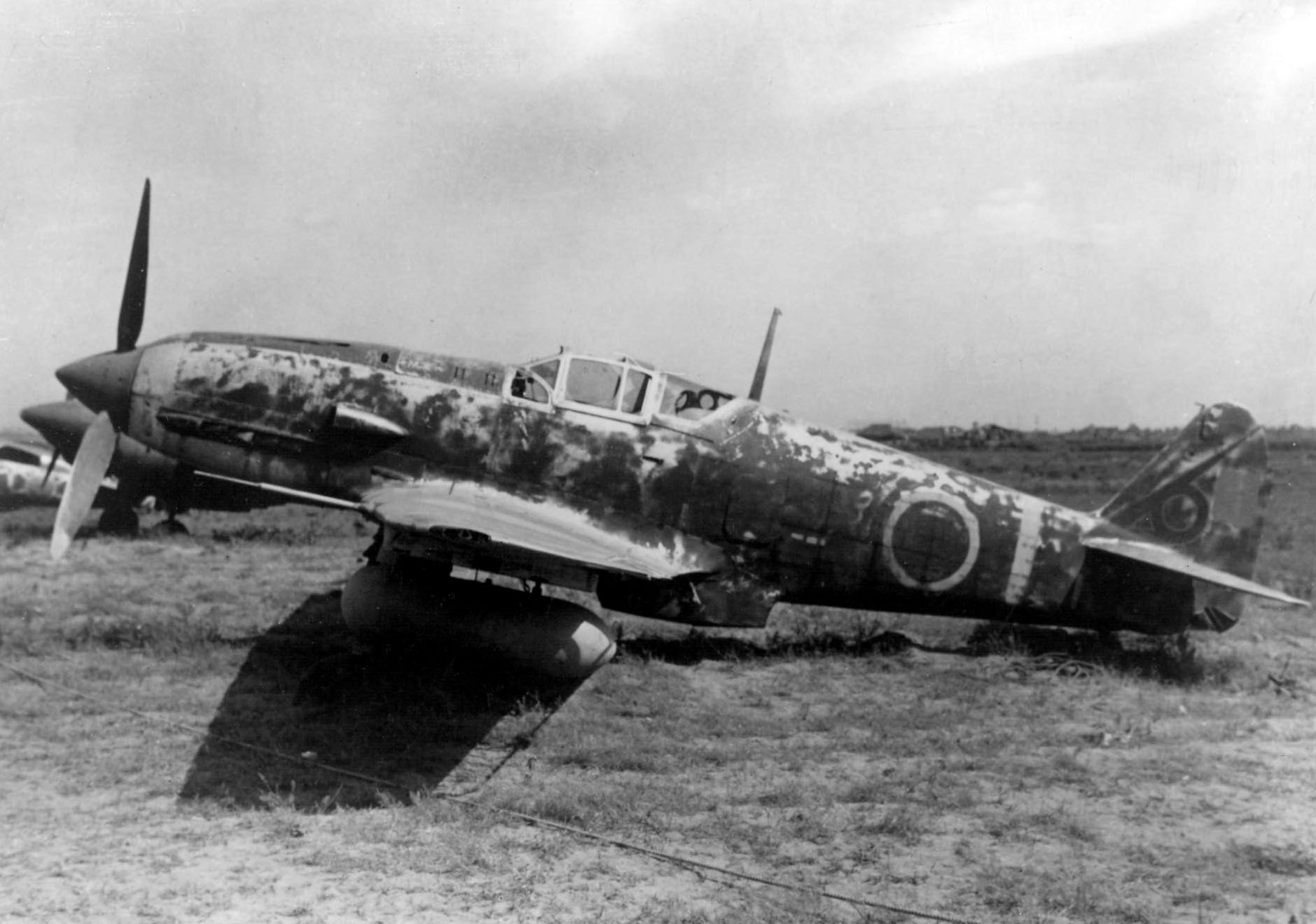
翼下に落下増槽を搭載した三式戦闘機。風防はファストバック形式

視界が得られる涙滴型風防が中心の日本軍機として珍しく、キャノピー後部と胴体が一体化したファストバック方式が採られている。この型式は空力学的に有利であるが後方視界が制限され、空戦時に不利となる懸念があった。視界に関し、実戦部隊からとりたてて指摘はなかったとする文献と、あったとする文献がある。また前下方をのぞき見るための窓が設けられたが、土井によればこのキャノピー形状と前下方をのぞき見るための窓はBf109からの流用である。なお大戦末期、おおよそ1944年12月以降に作られた機体、あるいは五式戦闘機に改造された機体については、日本で一般的な涙滴型風防に改められている。

### 航続距離
三式戦闘機の航続距離は8時間以上、3,200 kmを飛行可能であった。長大な航続距離を有する零式艦上戦闘機に匹敵する飛行能力を持つ。
翼内タンクは左右両方で第一燃料タンクを構成し、両タンクに挟まれた操縦席の床下には第二燃料タンク、操縦席後方には第三（胴体）燃料タンクがある。
当初は機内燃料820リットルを収容し、さらに両主翼に200リットルの増槽を懸吊して総計1,220リットルの燃料を確保したが量産型では機体に755リットル、増槽を合わせて1155リットル搭載、航続距離は7時間40分または3,070 kmと、若干低下している。和泉 (1999)は一型初期の燃料搭載量は増槽を含め935リットルとしている。増槽を懸吊すると最高速度が80 km/hほど低下したという。
しかし1943年、当時ウエワクに在った実戦部隊・第14飛行団では、侵攻行動半径を550 km（往復1,100 kmに一定の戦闘行動分を足したもの）と判断しており、実戦レベルでは航続力が低下していた傾向がある。詳しい原因は不明だが、エンジンの不調や整備不良が想定される。また、第14飛行団では被弾炎上の危険性を避ける観点から、胴体内増設タンクを降ろしていたともされる。
244戦隊ではインメルマンターンの訓練中に回復不能の背面フラットスピンに陥る事故が複数あり、カラであるはずの胴体タンクに他のタンクから燃料が逆流、残留し重心位置を後退させた事が原因と判明、胴体タンク廃止論が高まる。
元より、重心から遠い胴体タンクに燃料が残った状態での空戦は危険であり、落下タンクより先に胴体タンクを使い切らなければならず、会敵して落下タンクを捨てれば空戦と帰路は往路の燃料より少なくなり合理的でない。このため胴体タンクの容量を200リットルから50リットルに変更する要望が出されたが実現しなかった。ただし三式戦2型以後は胴体タンクを左右に分割、右は燃料タンク、左は水メタノールタンクとし各95リットルを搭載した。

### 武装・その他
日本陸軍では20 mm機関砲の開発が遅れたために、武装はホ103 12.7 mm機関砲を採用した。しかしホ103とて制式採用は1941年であってこの時期はまだ信頼性には懸念が持たれており、採用は機首の2門にとどめて主翼の2門は八九式7.7 mm機関銃を装備している。
防御に関しては燃料タンクは被弾に対して若干の防弾能力が付与されている。308機目までは3 mm厚のゴムと10 mm厚のフェルトで防漏しており、388機目までは上面9 mm、側面6 mm厚のゴムで覆われた。。
量産機は1942年末までに34機、エンジンは65台が完成した。

### 飛行性能
試作時、三式戦闘機は最高速度・上昇力・旋回性の全ての比較領域においてBf109Eを凌駕した。特に最高速度は30 km/h優速であった。
1942年秋頃、福生で「戦闘機研究会」という名称の比較試験が行われた。内容は日本陸軍戦闘機および月光、雷電などの日本海軍戦闘機と、P-40E、ハリケーン、Bf109Eなど諸外国機を集めて性能比較を行うものであった。キ61は速度の優勢のほか旋回半径の小ささで外国機に比べて勝り、格闘戦では有利と考え得るものであった。海軍側は三式戦闘機に関し、座席よし、舵やや重きも釣り合いよし、安定性よし、前方視界悪し、上昇悪し、急降下時は舵が非常に重いが座り・出足ともによし、と評価している。
三式戦闘機の操縦性には特筆すべき癖や問題はなかった。補助翼・昇降舵の操作にはロッド式が採用され、方向舵には操縦索（ワイヤー）式が採用されている。
1942年12月21日の「戦闘機研究会」、または秋に福生の陸軍航空審査部で行われた陸海軍試作機の互乗研究会では、本機に試乗した海軍パイロットの一人が操舵系統の良好さに驚き、こんなに良くできた舵を持った飛行機に乗ったのは初めてだと、陸軍にその秘密を質問した。陸軍側はそれに答えられなかったが、同席していた土井の答えは、液冷戦闘機独特の縦に細長い長方形状の胴体形状が一番大きく影響しているのでは、というものであった。
本機の降下制限速度は850 km/hと、非常に頑丈な機体である。軽量化を強く追求した零式艦上戦闘機五二型以前の機体は降下制限速度が670 km/hであり、零式艦上戦闘機五二型甲でも740 km/hである。
三式戦闘機は離昇出力1,175馬力のハ40を搭載する戦闘機であり、一型甲の全備重量は3,170 kgである。同質のエンジンを搭載するBf109Eを上昇力で凌駕すると説明する資料があるものの、大塚 (2007b)の文献中の表では、三式戦闘機は全備重量3,170 kgで高度6,000 mまでの上昇時間が8分30秒、Bf109E-7は2,540 kgで7分30秒、Bf109Fは2,780 kgで6分30秒となっている。出力不足は特に上昇力の不足となって性能に現れた。特に燃料満載状態では護衛するはずの爆撃機に劣る上昇力しか持たなかった。また上昇力の不足は、前述の「戦闘機研究会」で海軍側の指摘にも表れている。
三式戦闘機が配備された頃にはアメリカ軍機も高速・重武装化しており必ずしも有利なものではなかった。ウエワクの第14飛行団のパイロットの証言によれば、P-40とは互角またはそれ以上に戦えた。しかしP-38と対戦した場合、速度はP-38が有利で機動性は三式戦闘機が有利とであり、空戦性能で互角だが、火力面で不利があった。さらにP-38相手には劣速であり、格闘戦に持ち込めば勝てるにせよ、アメリカ軍機の一撃離脱戦法は格闘戦そのものを発生させず持ち込みようがなかった。したがって三式戦闘機が勝つ手段は奇襲以外に打つ手が無い状況であり、多少弾を当ててもアメリカ軍機は防弾性能が高く落とせない、また搭載する無線機が使い物にならず隊内での連携に円滑を欠いて大きなハンディがあると、相当な苦戦をみていた。また米軍の捕虜となった飛行第77戦隊のパイロットが語ったところによれば（尋問記録第600号）、単独空戦であれば（P-38の）隙を突くこともできるが編隊空戦では全く勝ち目がないと感じていたという（これは一式戦闘機も含めた話）。
陸士第55期、後年の統合幕僚会議議長となった竹田五郎大尉は飛行第244戦隊で三式戦に搭乗した。彼は本機の欠点を「離陸の時に前が見えない事と上昇速度が遅い事」と指摘した。

### アメリカ軍から見た三式戦闘機

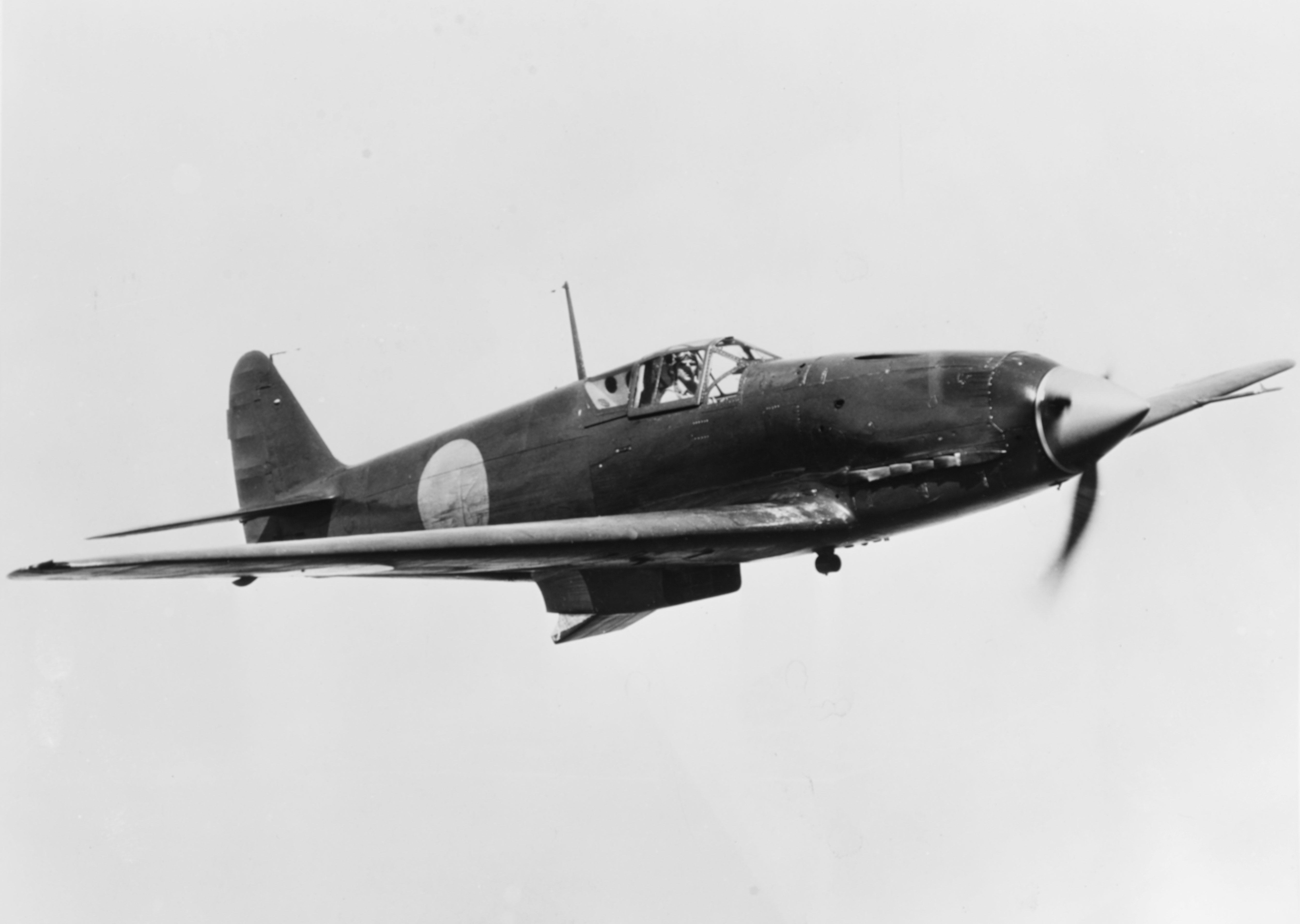
パタクセント・リバー海軍航空基地でテスト飛行中の機体（1945年6月）

当初アメリカ軍は本機がBf109である可能性を推測したが、Bf109のラジエーターは主翼に設置されており形状が異なるために、何の根拠もなく日本の同盟国であったイタリアのマッキ202のコピーと判断していた。このため、三式戦闘機にはイタリア系移民に多い「Tony」というコードネームがつけられた。その後の調査で日本のオリジナル機とわかり、1943年11月の「航空機識別帳」に修正して記載された。
アメリカ軍のパイロットには、三式戦闘機とは戦いやすかったとし、あるいは対決を好んだ。火力と降下性能は従来の日本機より優秀だが、上昇性能・速度性能共に優れてはおらず、旋回性もP-40に対して互角であり、総じてP-40Nと互角と判断していた。
またP-38から見れば、三式戦闘機は他の日本戦闘機に比べて多少優速だが、P-38の最高速度に及ぶものではなく、さらに格闘戦も他の日本機より苦手であるために対戦しやすかった。そして特に高度6000 m以上ではP-38の方がずっと高速だった。なおP-38は常に4機または2機編隊を崩さずに戦闘を行うことを旨としており、また12.7 mm機関砲4門に20 mm機関砲1門という強力な武装を備えていたことから、日本陸軍の主力である一式戦闘機「隼」相手には、その貧弱な武装（12.7 mm機関砲2門）から、そして日本軍機の機動力を無視して雌雄を決せられる、真正面から向き合い攻撃しあう対進攻撃を好んで用いていたが、三式戦闘機は一式戦闘機に比べて格段に強力な武装を持っており、さらに液冷戦闘機特有の比較的小さな前方投影面積もあり、この戦法の有効性は損なわれていた。
ただし三式戦闘機は、敵機が他の日本機、例とすれば零式艦上戦闘機や一式戦闘機に対して取った戦術同様、降下で離脱しようとした時、特に比較的低高度では、これに食い付くことができた。
一方、ニューギニア方面のP-38のパイロットからは「三式戦闘機は水平飛行でP-38に追いつける機体」という報告もなされており、高度6000 m以下の高度域で対峙したパイロットからは「P-38Jのエンジンを全開にして数分間追っても、逃げる三式戦闘機を捉えることができなかった」という報告や、一式戦闘機なら既に引き離している状況でも、三式戦闘機は執拗に食いついて来ることに驚愕する報告が複数ある。
1944年のフィリピン戦で三式戦闘機を相手としたF6Fのパイロットも、他の日本機より戦いやすかったとしているようだ。ニューギニアで三式戦闘機と戦ったアメリカの第35戦闘飛行隊、P-40Nのパイロットらも、P-40Nに勝る機体ではない、運動性の高い一式戦闘機の方が怖い、火力と降下速度は従来の日本機より上だが上昇性能と運動性能は劣っており加速性能も良くない、などと証言したという。一方で、日本とアメリカ両軍の多くの機種が戦った沖縄戦において、アメリカ海軍パイロットから、陸軍の四式戦闘機や海軍の紫電などの新鋭機より高評価を受けたのが飛燕であった。F6Fで飛燕と戦ったアメリカ海軍パイロットは「飛燕の運動性に感銘を受けた。速度200ノット（371 km）以下で高度10,000フィート（3,048 m）以下なら、飛燕はF6Fを外に追い出すことができた」と述べている。
アメリカ軍が1943年に鹵獲機体を用いた評価・試験の結果「陸海軍合同識別帳」がまとめられ、この資料の中では三式戦闘機を「重武装と良好な防弾性能を備えた素晴らしい機体」と高評価している。また日本本土での迎撃戦において最も活動したのはTonyであったと評している。この識別帳の1943年11月版では、最高速度584 km/h、武装を12.7 mm機関銃2門、7.7 mm機関銃2門と、日本側の数値と矛盾しないデータが示されている。また1944年8月版では武装を20 mm機関砲2門、12.7 mm機関銃2門とし同時に最高速度を573 km/hに減じて収録されている。なお1945年のレポートでは、ハ140を搭載した三式戦闘機二型 - TonyIIについて、高度8,500 mで最大速度680 km/hなどと過大な表記がみられている。
アメリカ海軍航空情報部は、アメリカ軍機と比較して「米軍戦闘機と比べ、FM-2より水平速度で優る以外はほとんどの面で劣っている。特にP-51に比べると大きく劣る。」と評している。
ただ降下性能においてはF6Fの戦術勧告に「継続して降下するな」と記載されたり、三式戦闘機自身の飛行特性については、操縦席は狭くて窮屈だが計器および操作レバー等の配置は優良で、離着陸や三舵の動作が容易であり「飛行するのが楽しい機体」と高評価をしているが、補助翼だけは333 km/hより高速域ではきわめて重くなること、機首が長く風防が低いため前方視界が非常に悪いこと、整備が複雑（試験時に特に油圧系統にトラブルが頻発）で性能維持が困難であることを欠点として挙げている。

## ハ40の故障と整備
三式戦闘機は日本ではまだ技術の成熟していない液冷エンジン、それも比較的先進的なものを採用したため、その生産不備や故障、整備の困難性についての指摘が多くなされている。渡辺 (2002a)は三式戦闘機を大歓迎した部隊は一つも無いとまでしており、同じく渡辺 (2010)によれば、エンジントラブルは前線部隊の三式戦闘機の代名詞であるとまで言われている。このため前線では多少性能が劣っても確実に飛ぶ一式戦闘機や二式単座戦闘機を装備し、運用することを望む声もあった。
新機材の初期不良は多くの場合に存在する。また当時の滑油、機械油は低温での粘性が高く、滑油冷却器まわりでは必要なところにオイルが供給されないという問題が発生したが、これは冷却器の能力を抑えることで解決した。初の実戦部隊である第14飛行団でも燃料噴射装置の圧力調整弁、過給器の故障、冷却器や滑油の漏れなどトラブルが続出した。特に油圧系統と燃料噴射ポンプには故障が続出していた。
和泉 (1999)では流体継手の調整不良による出力低下、燃料噴射ポンプの故障、冷却器等からの油漏れが主な故障とされ、さらに燃料噴射装置の調整に対する整備兵の教育不足などが挙げられている。流体継手によるスーパーチャージャーの無段階変速がDB601の特徴であるが、これの調整が適切でないと、全くパワーが出ない。これを地上で調整するには、機体を杭で固定し、オーバーヒートに留意しつつ、ホースでラジエータに水をかけて冷却しながら整備作業を行った。
また本来DB 601では、クランク軸をはじめとした重要な部品はニッケル入りのクロムモリブデン鋼で作られていた。しかし、陸軍はハ40エンジン生産にあたり川崎にニッケル不使用を指示した。当時、冶金学の遅れていた日本では、ニッケルを加えないクロムモリムデン鋼は表面に微細なヒビが入り、品質は悪化、クランク軸折損事故を起こした。鈴木 (2012)によれば、当初は表面硬化のために高周波焼入れが行われていたが、これは硬度不足で100時間以内に表面が剥離してしまうため滲炭処理に変更されたが、これの不良のため表面が剥離する事例が多かったとみられ、またクランク軸の真円度自体も、トラブルを回避するためには0.003 mm程度の精度が要求されるが、これについても基準に至っていなかったのではないかとしている。ハ140への生産転換を迎える頃に至ってもハ40の気筒部分の生産歩留まりは50 %程度であり、クランク軸の生産もはかどらなかった。さらに歴史群像編集部 (2010)によれば、このハ40は一般的な1,000馬力級の空冷エンジンに比べて、生産に3倍の工程数を要したとする。
またクランク軸のコンロッド接続部のローラーベアリング(ころ軸受け)はローラーが14 mm程度の径のものを3列にして用いていたが（複列円筒ころ軸受）、それに用いられた72個のローラーもドイツ製のものと比べて相当に精度が低く、クランク軸の破損に繋がった。当時の日本の基礎工業力は、ボールベアリングのボールの精度でも表面の凹凸がヨーロッパのSKF社製のものは0.001 mm以内に収まっていたものが日本製のものは0.012 - 0.015 mmと桁違いに悪く、(ハ40ではないが)愛知のアツタでは、ローラーについては真円度0.002 - 0.003 mmのものを選別して利用していた。同様の選別が川崎でも行われていたと仮定しても、ほぼ素人である勤労動員の多かった当時の労働者の質を考慮すると、適切な選別が行われたかには疑問が残る。
1998年に現存していたハ40の部品を測定してみたところ、ベアリングケージなど他の箇所については精度は悪くなかったものの、やはりローラーの真円度はよくなく、0.010 - 0.022 mmであったいう。また鈴木 (2012)は、生産上の主要なネックはこのクランク軸ピンの表面剥離であるとし、ローラーの形状自体にも（ベアリングのローラーは単純な円筒形をとってはいない）技術的蓄積が足りなかったのであろうと指摘する。ローラーの形状の不均一性については、愛知のアツタでも問題となっていたようだ。なお、鈴木 (2012)では、ベンツ製と川崎製クランク軸の断面顕微鏡写真が比較掲載されている。ベンツ製のクランク軸の結晶構造は均質なマルテンサイトとなっているが、ハ40は滲炭部の組織が完全なマルテンサイトではなく、焼きが入りきらずにトルースタイトが析出している。また滲炭深さにも問題があり、クランクとベアリングが局所的に噛み合うため、硬化の深度は1.5 mm以上が必要であるが、データでは1 mm程度の深さから硬度が大きく落ちている。また、川崎がこれまで製作していた水冷エンジンと比べ、技術的飛躍が大きかった点も無視できないとする。
碇 (2006)によれば基礎工業力の不足は、全ての部品の質に非常な悪影響を及ぼした。例えば鹵獲した外国機などはエンジンの油漏れを起こすことは滅多になく、しかし日本機は油漏れなどの故障が常態化していた。

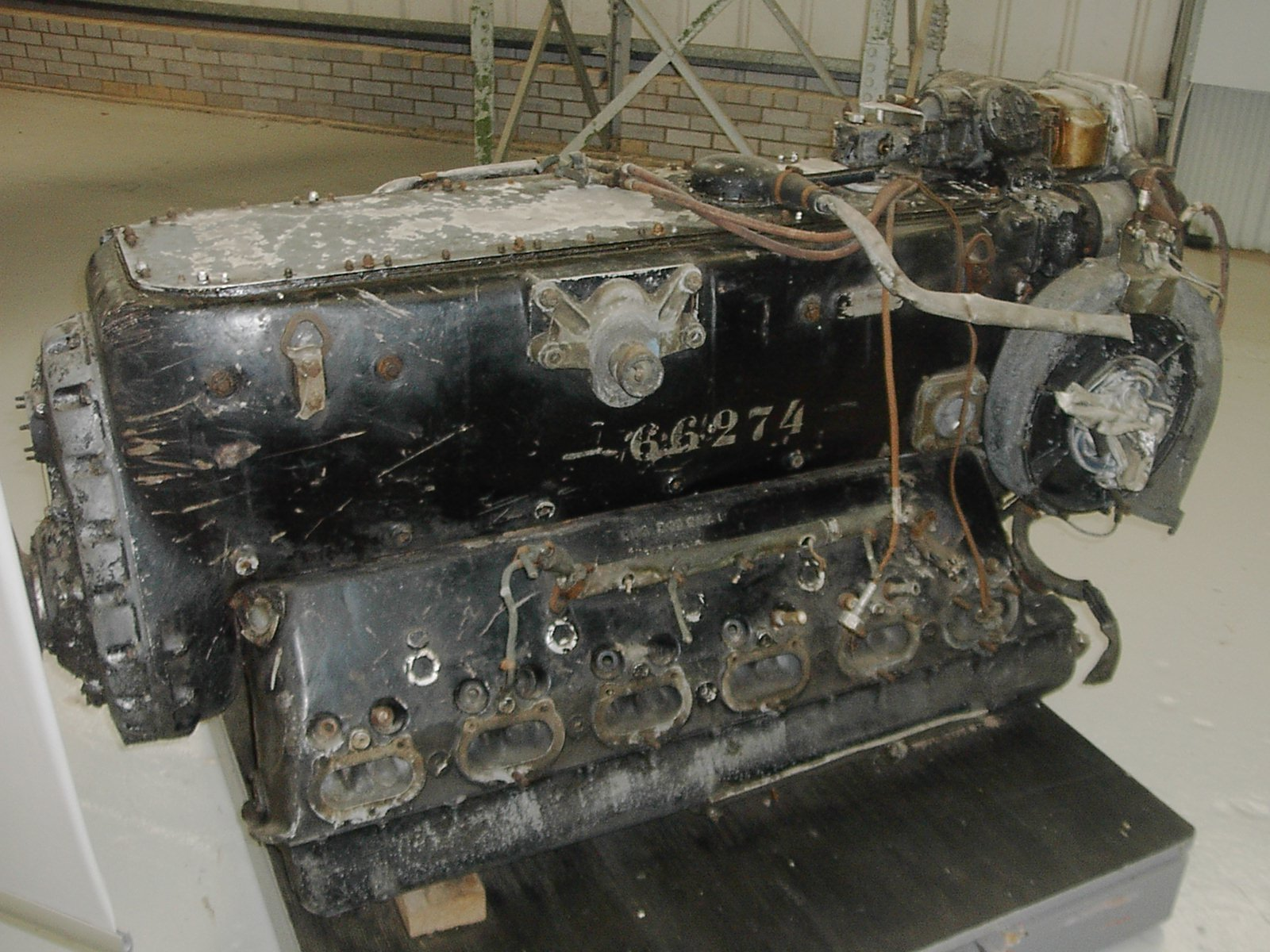
原型となったDB 601エンジン。画像はBf110に搭載されていたもの

なお、陸軍へ引き渡す前の川崎での試験飛行では軽量状態であるためそれほど悪いものではなく、引き渡し後武装をはじめとする艤装で重量が増加したことがエンジンに負担をかけトラブルの多発の原因の一つになったようで、ある時期からは艤装に相当するバラストを積載した状態で試験飛行を行っていた。また1944年の晩秋頃にはバラストではなく、実際の艤装をほどこした「全装備」状態でテストを行うことが常態化していた。なお陸軍側の受領テストでは担当であった佐々木康軍曹（最終階級）は200機ほどの受領時テストを担当したが、至極快調と言い得るものは一割にも満たなかったと回想している。
その他材料、工作、点火プラグなどの部品はもとより、当時の日本は電線までもビニール被覆などではなく、糸や紙を巻いて絶縁したもので湿気に弱く漏電も頻発した。さらに戦争後期には熟練工が減少し、動員学徒や女子挺身隊が採用されて生産作業に当たった。このような質的な労働力の低下と無理な増産も部品の劣質化につながった。整備に関し、手鏡を芸術的に扱わねば点検できない箇所などもあり、1943年の暮れには航空審査部飛行実験部長今川一策大佐は、三式戦闘機の空冷エンジンへの換装を進言した。
ラバウルまで三式戦闘機を空輸した飛行第78戦隊（後述）は1943年5月18日「キ61の実用状況」で18項目にわたり各種の故障を報告しているが、その内訳は4月13日から5月10日までに冷却器修理61回、G型冷却器修理98回、E型冷却器修理43回である。特にオイルクーラーの油漏れがひどく、40分から50分の空戦で空になる、などといった記述が見られ、作動油800リットルを使い尽くしたともされる。第78戦隊と68戦隊はその後ニューギニアに進出するが、発動機の不調は続いた。現地の第4航空軍が1943年10月に中央に提出した意見報告書では、三式戦闘機の稼働率の低さを嘆き、空冷エンジンを装備する二式単座戦闘機鍾馗の配備を求めるほどだった。飛行第56戦隊では訓練時に事故が続発したことから「殺人機」と呼ばれた。
1944年10月からのフィリピン決戦では多くの航空機が空輸されたが、九州・沖縄・台湾と飛行した一式戦闘機の落伍率が4 %であったのに対して、三式戦闘機は13 %にのぼった。空冷エンジンの不調の例としては誉 (エンジン) を搭載した四式戦闘機の脱落率が20 %である。この時期にはハ40の生産と整備の技術が進歩しており、正規の潤滑油でなくヒマシ油で稼働させる様なこともできたらしい。油漏れは多いが、確実な整備をすれば十分に扱えるとの証言もあり、特に故障が多い印象はないとするパイロットもいる。また、1944年7月頃のデータによれば、十分な整備環境があれば70 %程度の稼働率が維持されていた。この時点での二式単座戦闘機および四式戦闘機の稼働率は60 %から90 %とされている。
帝都・東京防空を任務とする飛行第244戦隊の戦隊長であった小林照彦少佐は、故障の多いエンジンではあるものの、内地での戦闘であったため、修理もエンジンの交換も容易であったと回想している。同じく第244戦隊第1中隊長生野文介大尉は、第244戦隊は整備員も慣れているし部品もどんどん供給されるため十分に性能を発揮できたとする。また同様に第244戦隊に所属していた前述の竹田五郎大尉も、「オイル漏れとか、故障が多いとか評判は悪かったが自分の乗機についての不都合は感じなかった」と証言している。しかし1945年1月3日の迎撃戦では、当日1回目の出撃こそ40機全機が行えたものの、2回目には25 - 26機、3回目にはたった3機しか出撃できなかった。この日の飛燕の損害は8機にすぎず、すなわち残りは全て故障であった。同じく調布に展開する第18戦隊では、1944年春頃には50機中稼動機は5機といった日もあった、との証言もある。一方、航空審査部実行試験部(以下、航空審査部)でも1944年、粗製化の傾向はあるものの十分な整備を行えば動作に支障はなく、問題は整備力の低さであると判断している。
上記のように本土もしくは審査部ではある程度の整備が行えたものの、最前線や実戦部隊での整備・運用は過酷な作業であった。さらに撤退の際、時間をかけて液冷エンジンに習熟した整備兵を最前線に残置したことも、稼働率を下げた要因の一つである。さらに日本の整備マニュアルは欧米のものに比較して難解で、当時必ずしも学力が高いとは言えず自動車などの機械類にも馴染みのなかった一般的な新任整備兵にとって少々荷が重かったとの指摘もある。また本機は日本陸軍では一式戦闘機、四式戦闘機、九七式戦闘機に次ぐ3,000機以上が生産されたのであるが、野原 (2005)は発動機に大きな問題を抱えつつもそれをこれだけの機数生産し続けねばならなかったところに当時の日本陸軍航空の苦悩が見て取れるとする。
1944年には油漏れに対する生産工程レベルでの抜本的改造が講じられた。この処置で一時的に生産量が落ちており、エンジン無しの機体が工場に並ぶことが多くなった。これについては#二型 (キ61-II改)で後述する。

### ハ140
1942年春から開発されたハ40改良型のハ140は、吸気圧をあげてエンジン回転数を2,500 rpmから2,750 rpmに高め、離昇出力を1,175馬力から1,500馬力に高めるものだった。過給器の大型化とその冷却のために水メタノール噴射装置が導入された。三式戦闘機の場合は95リットルの水メタノールを搭載予定であった。80 kg程度の重量増加のほか基本構造はハ40と大差はなかった。航空審査部では、ハ40と比較してさして整備困難と見ておらず、1944年7月の航空審査部による報告ではハ40より信頼性があるとされている。また航空審査部の2名の士官および下士官も少々の問題は有ったが整備しにくいと言うほどでもなく、大体もしくは十分に動いたと回想している。ただし川崎が航空審査部に精度良好な個体を回すのは当然であるし、ハ40の審査に加わった人物が目を光らせている状態であるのであるから、航空審査部で良く回るのはむしろ当然であろうとの見方もある。なお歴史群像編集部 (2010, pp. 66–67)は、量産性はハ40より更に悪化し、通常の1,000馬力級空冷エンジンの5倍の工程数が必要で、この生産性の悪さが「首無し機体」の一因になったのではないかとしている。
実際の所は、好調なものは良く回ったのであるが、やはり従来よりのベアリングの焼き付き、マグネットギアの摩耗、点火栓側極の溶解、冷却水ポンプの不良、排気弁焼損などトラブルは多発、開発は行き詰まりを見せていた。弁の焼損は、隣接するシリンダー同士の熱膨張や歪みの干渉により弁座が歪み、特に排気弁を損傷させたものだという。ハ140は三式戦闘機二型に搭載される予定であったが、エンジンの完成台数は低調であった。このため二型の多くはのちに空冷エンジンを積んで五式戦闘機に改造されることとなった。
なお、オリジナルのDB 601は改良型で離昇出力1,350馬力、ボア・アップと高回転化した派生型のDB 605で1,455馬力、高オクタン燃料と水メタノール噴射装置を用いて1,970馬力を発揮している。
なお日本陸軍は1944年以降、燃料不足のため、代用燃料として松根油などから抽出したアルコールをガソリンに混合するか単体で利用し軍用機を飛ばそうとしていた。通常の星型空冷エンジンにはあまりよいものではなかったが、航空審査部でのテストによれば、ハ140を搭載した三式戦闘機二型は、これを用いることでむしろ通常のガソリンよりも高い性能を示したという。
愛知で作られていたアツタ21型もDB 601を基とするエンジンである。これはハ40と異なる独自の発展を遂げ、離昇出力1,400馬力を発揮するアツタ32型が開発されていた。両社が独自に原型を発展させたために互換性は全くないが、1943年11月に軍需省が設立されるとこの発動機にも統一の目が向けられた。なお品質的には川崎のハ40系より愛知のアツタ系の方が良好であったとされる。エンジン統一にあたり、プロペラ取り付け位置や排気管の位置、重心の位置など問題点が列挙され、標準型エンジンは基本をアツタ32型とし、プロペラ軸や過給器をハ140に合わせ、水メタノール噴射装置を加えたものとなった。

### ラジエーター
液冷エンジンに不可欠なラジエーターは幅約800 mm、高さ約480 mm、アンドレー式のものである。このラジエーターは胴体下部中央、すなわちパイロットのやや後方あたりに半埋め込み式として配置された。機体から外には250 mmが露出している。キ60では上下式としたがこれは重量が嵩むため、三式戦闘機では固定式に改められた。ラジエーターは前方から見て、エンジン冷却水冷却部、潤滑油冷却部、エンジン冷却水冷却部と3つに分かれている。使用された冷却液は化学物質を混合しない通常の淡水であり、冷却するに際して約3.8 kg/cm2に液を加圧し、沸点を125度として使用した。
また、滑油冷却器の能力が過剰でオイルが固くなり循環不良による油温過昇を起こしたが、空気の通過量を60～70%に抑えるフィルターを前面に設置して解決した。18年4月末にラバウルへ移動した68戦隊では、内地より暑いからとフィルターを撤去したところ過冷による循環不良が再発し、元に戻したという。
土井は戦後、同じ箇所にラジエーターを配したP-51を見た時、その気流の処理の見事さに、さすがにアメリカの方が進んでいるとの感想を抱いた。また同時に、このアメリカ軍最優秀機と三式戦闘機のラジエーター処理がほぼ同様であったことは感無量であったともしているが、実際類似しているのは設置した場所だけで、構造や形状などは全く異なっている。なお、三式戦闘機における全空気抵抗の内、ラジエーターのそれは14 %を占めていた。
飛行第78戦隊ではラジエーターの修理を多く報告しており、中でも油漏れが大きな問題とされた。まず前述のとおり水冷却器と油冷却器が一体構成であり、これを機外に降ろす作業が容易ではなかった。またオイルタンクはパイロットの足下にあり、これは寒冷地やそれなりの高々度では良い暖房になったが、南方の低高度ではコクピット内が相当に暑くなったようである。またこの水油同居形式のラジエーターは、空気取り入れシャッターで各冷却機構の能力を調整するものであったが、離陸時にはパイロットがシャッターを手動で操作せねばならず、操作ミスから、油温の上昇、水漏れなどの不具合が続出した。また、オイル配管をエンジンから遠い機体下面まで取り回したせいで、しばしば配管の各所からオイル漏れが生じることとなった。なお、水冷方式である本機は地上待機状態であまりエンジンを回すと、すぐに水温が上がり冷却水が沸騰、圧力逃がし弁が開き、蒸気が排出される。これは「お湯を沸かした」などと言われた。またこの状態はオーバーヒートを起こしている状態であり、離陸は困難である。また飛行中に蒸気を通り越して冷却水そのものまで吹き出すようなトラブルも見られた。

## 実戦

### ラバウル進出
三式戦闘機の実戦配備は、当初から大きなつまずきを見せた。本来海軍の担当戦域であったニューギニア・ソロモン方面の戦況が悪化し、1942年11月には陸軍航空隊の内、戦闘機2個戦隊（1個戦隊あたり39機+予備機若干）、重爆撃機1個戦隊、軽爆撃機2個戦隊、司偵独立1個中隊の投入が決定された。12月中旬、ラバウルに一式戦闘機を装備した第12飛行団の2個戦闘機戦隊（第1戦隊、第11戦隊）が進出したが、B-17や敵戦闘機との戦闘で戦力が消耗したため、代わりに新鋭のキ61を装備した第14飛行団、第68戦隊と第78戦隊の投入が決定された。
第14飛行団は1942年3月に編成され、九七式戦闘機を装備して満州で訓練を行っていたが、南方進出にあたり、キ61への機種更新を命じられた。当時キ61の生産が始ったばかりで機数が揃わないため、先に第68戦隊から機種更新を始めることとなり、1943年の年明けから明野飛行学校において本格的な機種更新を開始した。しかし、この時点でキ61は、いまだに初期不良を洗い出して切れておらず、川崎側で不具合を逐次改良中という段階だった上、整備兵もその大半が液冷エンジンを扱った経験がなかったこともあり、短時間でハ40の整備をものするのは困難であった。そのため、エンジンの燃料ポンプの故障、冷却水漏れ、ベイバーロックなど機材の故障が頻発し、修理してはまた新たに故障するといった具合で未修飛行（新機材の操作に慣れるための訓練）ははかどらなかった。
出撃時期は第68戦隊は3月末、第78戦隊は6月と決まり、各員の非常な努力によって戦力化は急がれたが、第68戦隊の出撃が迫った3月に入っても未修飛行をこなすのが精一杯で、とても戦闘訓練に移行できる状態ではなく、到底不安を払拭するには至らなかったため、第68戦隊長下山登(みのる)中佐は陸軍航空本部の河辺虎四郎少将に対し、3ヵ月ほどの進出延期を願い出たものの、取り付くしまもない状態であった。それでも諦め切れなかった下山戦隊長は、航空本部の担当課長に面会を求め、「こんな飛行機を持っていけと言うのなら、辞任したいぐらいだ。」と迫ったが、「そんなことをいうのは日本軍人ではない。これは命令だ。軍人精神が足りないから、動かないのだ。」などと理不尽な言葉を浴びせられた。
結局、3月末の段階での第68戦隊の訓練の進捗状況は、搭乗員全員の未修飛行こそ何とか終えたものの、戦闘訓練は1～2回形だけ行った程度、夜間飛行訓練はおろか、長距離飛行訓練や射撃訓練すらまったく行っていないというひどいものだった。
このような経緯を経て、第68戦隊には進出予定の3月末までに予備機含め45機ほどのキ61が集められ、空母大鷹に積載のうえ4月10日にはトラック諸島に到着した。ここから空路でラバウルへ向かう事となったが、トラックにおける訓練中にもいくつかの事故が発生して殉職者がでる有様で、キ61への不信感は募っていった。
さらに問題となったのが、キ61の航続力であった。落下タンクが不足していたため、戦隊長、中隊長、中隊付先任将校の機には2本付けたものの、大半の機には1本しか装着できなかった。落下タンク1本装備の状態で、カタログデータ上は約2,000 km飛行できることにはなっていたが、実戦部隊の機、しかも編隊を組むための空中待機の時間などを考慮すると正味1,500～1,600 km程度、トラックからラバウル間の約1,300 kmの距離と比較して余裕があるとは言い難い燃料状況であった。
そうした中、4月24日、いよいよラバウルに進出することとなったが、集団で離陸する訓練をしていなかったため、全機が離陸して集合を終えるまで1時間もかかった上、しばらく飛行したところで下山戦隊長機に不具合が発生したことから、進出を断念した。加えて引き返したあたりで、大木正一曹長機がエンジン不調により不時着水し、トラックから300キロ近く離れた地点だったため、曹長はそのまま行方不明となり、初の戦没者を出す事態となった。
4月27日、27機が再度ラバウルへ向けて発進した。3日前の反省から、戦隊本部と第1中隊の12機が先行し、約1時間後に第2中隊と第3中隊の15機が後続する形をとった。
先発隊の編成は、以下のようになっていた。
戦隊本部（4機）
- 下山登中佐（戦隊長）
- 浅野眞照大尉
- 西川貞雄曹長
- 稲見靖軍曹

第1中隊（8機）
- 中川鎮之助中尉
- 小川登中尉
- 白山銀蔵曹長
- 池田秀夫曹長
- 黒岩朝彦曹長
- 山崎民作曹長
- 吉田晃軍曹
- 寺脇弘伍長

しかし、この先発隊の12機が大きな悲劇に巻き込まれてしまう。
渡辺 (2006, pp. 133–140)によると、先発隊は以下のような経過をたどった。
まず、先発隊を先導するはずだった百式司令部偵察機がエンジン故障のため発進できなかったことから、陸軍飛行隊単独で不慣れな洋上計器飛行を行うことを余儀なくされた。飛び始めてまもなく、浅野大尉、中川中尉らは、3日前と景色が異なっていることから異変に気づき、コンパス

を見るとほぼ真南である175度の進路を取るところを、145度の進路を取っていた。しかし搭載されていた無線機は不調で、相互の連絡も取れない状況であったことから、戦隊長に誤りを報せることができなかった。
そのまま20分ほど飛行を続けたところで、西川曹長機がエンジン故障のためトラックに引き返し、浅野大尉機がこれに同行した（この両名がどうなったのかについての記述はないが、後の戦闘で名前を確認できることから、無事にトラックに帰着したと推定される）。飛行を続けるうちに、下山戦隊長自身も針路に疑問を感じ始めたが、無線が通じないため他機に確認のしようがなく、目標のない洋上飛行で勘を信じるのは危険との判断から、しばらくコンパスにしたがって飛ぶこととした。
トラックを離陸して2時間ほどたったところで、正しいコースから東に300 kmもずれたグリーニッチ島が見えてきたことから、下山戦隊長機のコンパスが狂っていることは明白となった。ちょうどその頃、小川中尉機と吉田軍曹機が立て続けにエンジン不調となり、両名とも自爆した。出発後3時間半を経たあたりで、下山戦隊長も進路の間違いを確信し、修正を試みたものの、正しく修正できなかったため、たまりかねた中川中尉機が先導してようやく正しい方角に修正したが、既に時機を逸していた。ラバウル北東約250 kmにあるヌグリア諸島にさしかかったあたりで、落下タンクが1本の機は燃料が乏しくなっており、それを察した下山戦隊長は、部下が不時着を躊躇しないように自ら同諸島に不時着し、山崎曹長機がこれに続いた。稲見軍曹機はその先のタンガ諸島付近に不時着水し、軍曹は原住民に救助された。残った5機はなおもラバウルを目指したが、池田曹長機はラバウル湾、白山曹長、黒岩曹長、寺脇伍長の機はニューブリテン島内に不時着し、結局先発隊12機のうち、無事にラバウルに辿り着いたのは中川中尉機だけであった。なお、後発隊はこれより先にラバウルに到着していたが、おそらく故障のため途中で1機を失った。進出作戦の結果は、到着した機体が27機中15機、失った搭乗員3名、喪失機材は10機という惨憺たる結果に終わった。この後、トラック島から6機が追加空輸された。なお第14飛行団司令部はまだ到着していないため、暫定的に第12飛行団の指揮下となった。
初陣は1943年5月15日、18機で九七式重爆撃機の護衛を行った。戦隊の使用可能機数は5月末時点で18機、その後もトラックからの空輸により補充が行われた。
第68戦隊に続き、前線に投入された第78戦隊は、1943年4月10日より明野飛行学校で本格的な機種変更を開始したが、やはり初期の故障に悩まされ錬成は遅れた。ラバウルへの進出については6月16日から実施された。第68戦隊の航空事故の失敗を繰り返さないため、長距離洋上飛行ではなく、宮崎県から沖縄、台湾、マニラ、ダバオ、メナド、バボ、ホーランジア、ウェワク、ラバウルの行程で、島伝いの進出が計画された。進出した機数は45機、全行程は約9,000 kmである。整備班を乗せた輸送機が同行したが故障機が続出した。6月29日にラバウルに到着したのはわずか7機に過ぎなかった。その後、落伍機の復帰で7月5日までには合計33機がラバウルに進出したが、12機は途中の飛行場に残置せざるを得なかった。
こうして第14飛行団はラバウルへの進出を完了した。7月8日には実戦を開始した。

### ニューギニア進出

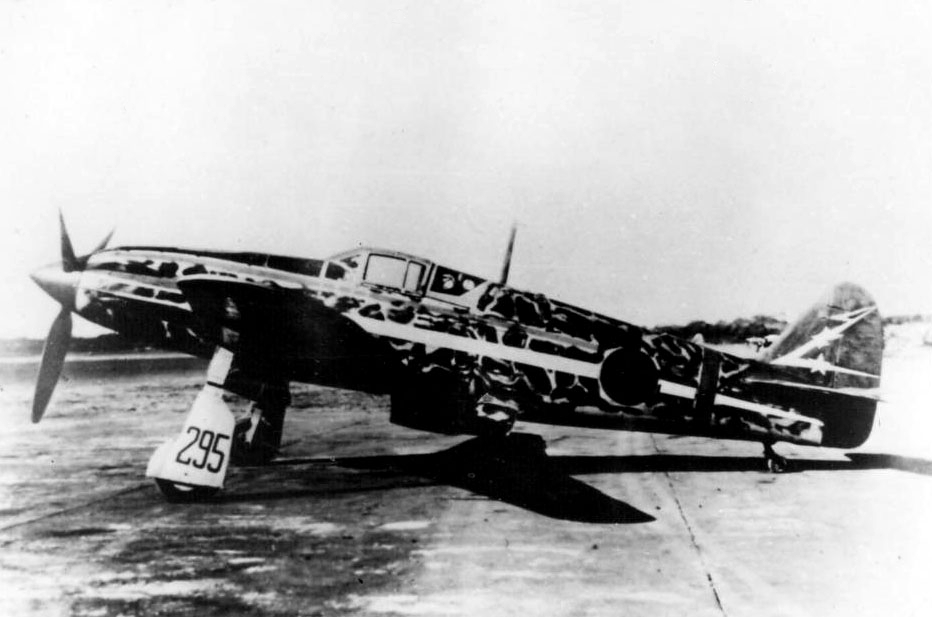
1945年1月、飛行第244戦隊本部小隊(小林照彦戦隊長機)の三式戦一型丙(キ61-I丙)3295号

現地の作戦領域の分担としては、海軍がソロモン諸島方面を、陸軍がニューギニア方面を担当した。なおこの方面には三式戦闘機2個戦隊の他に、一式戦闘機8個戦隊が配備されていた。
当初は爆撃機の護衛などを行ったが、やはり稼働率は低く、搭乗員は故障知らずの海軍の零式艦上戦闘機をうらやんだとされる。第14飛行団は内地へ引き返す第12飛行団と入れ替わり、7月15日には東部ニューギニアのウエワクへ転進した。ここで本格的な作戦が開始される。7月17日時点で、第68戦隊が13機、第78戦隊が22機、合計35機の稼動機が在った。8月10日には新編された第4航空軍の第7飛行師団隷下となった。なおイギリスの文献『週刊Aircarft』によれば、本機はP-40相手には優勢に戦い、連合軍は一時的に制空権を失い、ヨーロッパに配備予定であったP-38をこの戦線に回すよう、ヘンリー・アーノルドに直訴が行われたという。
なお1943年半ばには日本陸軍航空隊も前線でロッテ戦術を採用しているが、無線電話の性能が悪いためにアメリカ軍機のような連携はとれなかった。
第14飛行団は主にP-38を敵として対戦したが、1943年8月17日には連合軍のB-25 32機、P-38 85機の戦爆連合による奇襲攻撃を受けた。この結果、第4航空軍の保有する130機の戦力は40機へ低下した。第14飛行団も第68戦隊が稼動機6機、第78戦隊は稼動機0機と、全滅に近い損害を受けた。
その後もマニラで新機材を受領し、空輸を行って戦力の補充に努めた。敵はP-40、P-38および新鋭P-47、B-24爆撃機、B-25爆撃機であり、戦隊は激しい戦闘に従事した。新鋭のP-47はP-38ほど一撃離脱に徹しなかったため、むしろ戦いやすかったともされるが、性能自体は高く、一撃離脱に徹されると脅威であったとの証言もある。

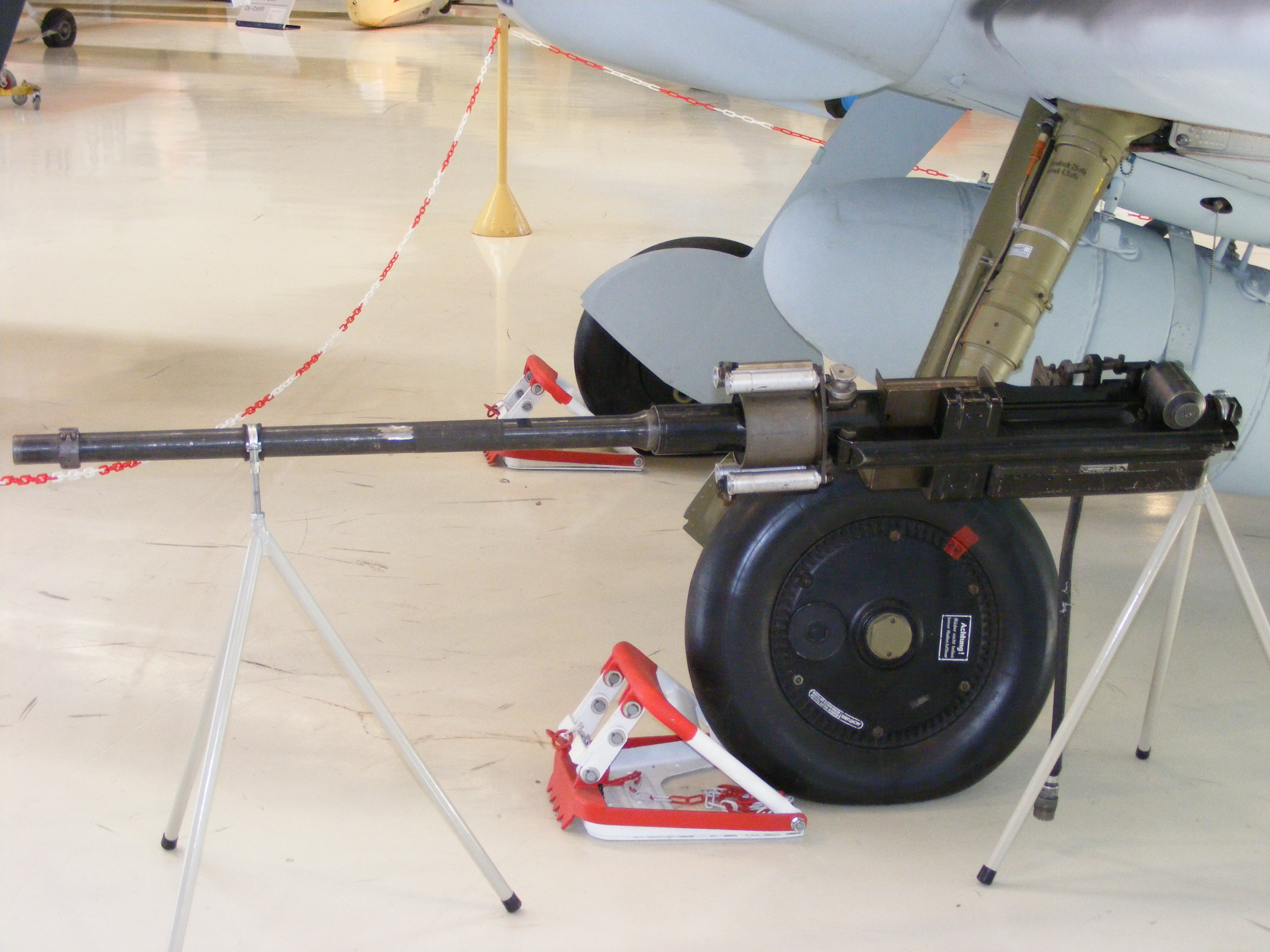
三脚上に載せられた口径20 mmのMG151機関砲。オーストリアの博物館収蔵品。後方はBf109

1943年12月にはドイツから輸入した20 mmマウザー砲を翼内に装備した三式戦闘機が到着し、火力面では格段の向上が見られた。しかしこの時期には戦隊の人員・機材とも消耗しており、三式戦闘機の代替として旧式の一式戦闘機を受領、また多くの期間両戦隊を合わせて稼動機が20機を超えることが滅多に無い状況であった。さらにアメーバ赤痢やマラリアが蔓延しており、例え機体が補充されたとしても兵員の質の面で戦力の発揮には大きな問題があった。
1944年2月にはウエワクの維持が不可能となりホランジアへ後退、3月には敵空襲により第14飛行団の稼動機は合計5機にまで減少した。4月22日にはホランジアに米軍が上陸を開始し、7月25日には第14飛行団は解散した。三式戦闘機のニューギニアでの過酷な戦いは約1年間で幕を閉じた。

### フィリピン戦線
ニューギニアを制圧した米軍の次の目標はフィリピンであった。一説にはこの頃になると、三式戦闘機は対戦闘機戦闘に不向きと見なされる様になり、敵爆撃機の迎撃任務に回され、制空戦闘については新型の四式戦闘機の方に期待がかけられはじめた。
1944年2月には第22飛行団として愛知県小牧で第17戦隊、明野で第19戦隊が編成された。第17戦隊長は開発時より三式戦闘機に携わってきた荒蒔義次少佐である。飛行団は5月内にマニラに進出し、南方軍直轄の第2飛行師団に編入された。ただし7月5日には、第4航空軍隷下に移動している。機材の受領と錬成が順調に進まないものの、6月下旬までには35機を揃えてマニラへの進出を完了した。8月末の時点で稼動機は第17戦隊が14機、第19戦隊が18機であった。なお、第4航空軍第7錬成飛行隊の10機程度も戦力として使用が可能で、三式戦闘機の他には第4航空軍全体で318機、海軍は第一航空艦隊241機の航空機を用意している。
1944年9月21日、第17戦隊（機数不明）と第19戦隊（20機）、大塚の文献によれば合計約40機がアメリカ第38任務部隊の新鋭艦上戦闘機であるF6Fと交戦した。圧倒的多数の敵機との空戦により約25機から少なくとも22機が失われ、第17戦隊はパイロット12名を失う大損害を受けた。第19戦隊も6名、第7錬成飛行隊も2名を失った。米軍側の損害は対空砲火によるもの以外皆無もしくは僅少であった。翌22日も7機で迎撃を行ったが、さらに2名の戦死者を出し機体3機を失うも、戦果を得なかった。
なお10月10日には台湾に対し第38任務部隊による空襲が行われ、ここに駐屯していた飛行第8師団隷下独立飛行第23中隊の、一式戦闘機2機を含む16機または17機（パイロット15名）が爆装で出撃し、薄暮攻撃で敵艦隊への反撃を企図した。
また三式戦闘機の稼動機10機による全力攻撃が行われようとしたが、離陸直後を20機のF6Fに襲われ、5機撃墜、3機不時着大破、1機炎上と、壊滅的な損害を受けた。ただし田形 (1991)によればこの戦いは制空戦闘であり、敵機は240機が投入されていた。戦闘高度は3,500 mとされ、戦闘状況は離陸直後ではない。やはり中隊は全滅するも、敵機10数機を撃墜・撃破したとする。台湾にはこのほか一式戦闘機8機、三式戦闘機7機の集成防空第一隊があり、10月12日に行われた飛行第8師団（主力54機、その他27機）による総反撃にも加わっている。その内、操縦歴8年のベテランパイロット田形竹雄准尉は初陣の僚機と2機で敵機36機を迎撃し、有利な体勢から攻撃を開始した。僚機は真戸原忠志軍曹が搭乗しており、22歳の彼は初陣であっても操縦歴4年、飛行時間1,500時間を数えるパイロットだった。また彼は田形の僚機を1年半務めており、田形によれば相当な実力をもっていた。何度かの一撃離脱のあと乱戦に移行し、20数分の戦闘を経て力尽き僚機共に撃墜されるも、両者共不時着に成功し生還した。戦果は撃墜6、撃破5を報告した。なお、田形はその手記で、三式戦闘機がF6Fに比べ40 km/h優速であった(p.59)ことを敢闘できた要因のひとつとしている。これは三式戦闘機がF6Fに勝利を収めた希有な例である。
フィリピン方面では10月10日までに、第17戦隊の稼動機は22機に、第19戦隊は25機にまで回復していた。飛行団は戦闘を続け、10月18日に捷一号作戦が発令、20日には敵はレイテ島に上陸した。敵艦船への攻撃に参加した結果、10月22日までに飛行団の稼動機は完全に尽きた。24日には苦心して2機から3機の稼動機を揃えたが、この段階で既に戦闘の大勢は決していた。11月1日には、第19戦隊の生き残りである10名程度のパイロットに本土帰還が命じられた。しかし荒蒔戦隊長らを含む第17戦隊は戦闘を続行した。11月頃には第2飛行師団全体で40機程度の戦闘機しか保有しないという過酷な戦況の中で戦闘を続け、内地帰還命令が出たのは12月8日である。荒蒔戦隊長がフィリピンを離れたのは翌1945年1月9日のことであった。
また日本本土侵攻への大きな一歩であるフィリピン作戦には、本土防空任務に当たっていたいくつかの飛行戦隊も投入されている。そのうち、第18飛行戦隊と第55飛行戦隊も三式戦闘機装備部隊であった。
第18戦隊の一型丙は、現地での弾薬補給が困難な20 mmマウザー砲の代わりに12.7 mm機関砲を装備し、11月11日に35機が出立した。この戦隊は那覇・台湾経由で進出し、18日までに31機がアンヘレス西飛行場に到着した。当初は四式重爆撃機で編成された特攻隊の護衛任務に従事した。ところが11月25日にはF6Fとの空戦に敗れ、稼動機は5機にまで減少し、1945年1月には本土に帰還を余儀なくされた。
第55戦隊は11月10日に本土を出発した。18日までに約30機または38機がアンヘレス西飛行場に到着した。しかし11月25日には敵P-38の奇襲を受けて7機の損失を出すなど苦戦が続く。明けて1945年1月9日、アメリカ軍はルソン島に上陸を開始した。1月15日には戦隊に帰還命令が出され、5名の搭乗員は内地へ帰還できたほかいくらかの人員は台湾への後退に成功したが、地上勤務者の大半は地上部隊に編入され、アメリカ軍との交戦の末に戦死するものが大半を占めた。
また第19戦隊は本土での戦力回復後台湾へ移動、1945年1月5日頃、1個中隊がフィリピンに再進出した。なお一部は台湾に残置された。彼らは艦船攻撃や特攻機の援護などを行い、12日までにその戦いの幕を下ろした。

#### 北九州防空戦
1944年6月15日、成都飛行場を離陸した62機のB-29は、九州福岡県の八幡製鉄所を爆撃した。この時、第59戦隊は練度不足であり出撃が行えなかった。その後、7月7日の夜間空襲に5機が迎撃に上がるが会敵できずに終わる。8月20日、アメリカ第58爆撃航空団の75機に対する迎撃戦で三式戦闘機はB-29と初めて交戦した。第59戦隊の出撃可能機は21機であった。迎撃戦は16時半頃より小倉・八幡周辺で行われ、二式複座戦闘機「屠龍」を装備する第4戦隊と海軍機も迎撃戦に参加した。米軍は事故機を含め14機を失った。この戦闘で第59戦隊は撃墜確実1、撃墜不確実3、撃破5を報告した。日本軍全体では撃墜確実24、撃墜不確実13、撃破47と報告している。第59戦隊の損害は機材4機、パイロット喪失1名であった。
この空襲後、第56戦隊も戦力の一部である17機を済州島に移し空襲に備えるが、アメリカ軍は目標を鞍山の昭和製鋼所に移した。この攻撃は南京の第5錬成飛行団が迎撃を試みた。しばらく北九州での迎撃戦の機会は無かったが、1944年10月25日に長崎県大村の第21海軍航空廠が爆撃目標となり、その帰路を迎撃した第56戦隊は撃墜1、撃破6機以上の戦果を報告している。成都からのB-29に対する北九州での迎撃戦は、1945年1月6日まで続けられた。

### 本土防空戦

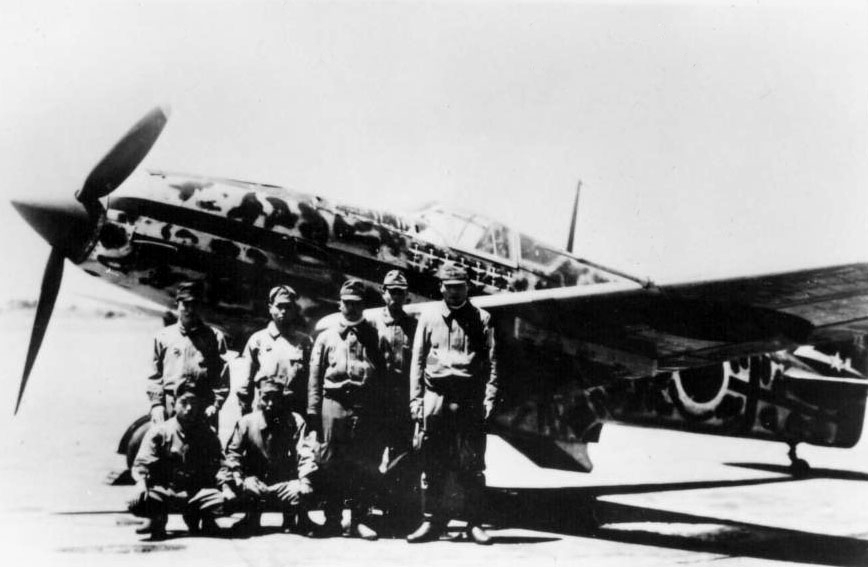
飛行第244戦隊、小林照彦戦隊長の三式戦一型丁24号機および隊員。操縦席側面には14機の撃墜マークが記入されている。1945年4月撮影

従来、日本本土には九七式戦闘機など旧式機が配備されていたが、性能の不足した機材では敵新型爆撃機の迎撃が不可能だった。東京調布飛行場に新鋭・三式戦闘機が配備されたのは第14飛行団第78戦隊がラバウルへ進出しようとする1943年6月以降であった。これが第三の三式戦闘機部隊、後に帝都の第10飛行師団配下となる、調布飛行場の飛行第244戦隊である。やはり配備初期であったため、多くの故障に悩まされたが、11月には機種改変を終え、一時期には40機全てにマウザー20 mm機関砲を装備した。1944年2月には調布で第18戦隊も三式戦闘機での編成を完了した。また台湾には独立飛行第23中隊が置かれた（前述）。3月には第18飛行団配下に飛行第55戦隊・飛行第56戦隊が発足し、この時点で本土・台湾にはフィリピンに送られる予定の第17戦隊・第19戦隊（前述）を含め、5個飛行団と1個独立飛行中隊が揃えられ、さらに4月末からは第59戦隊が三式戦闘機に機種改変を行った。
1944年7月7日にサイパンが陥落、その後日本本土は本格的な空襲にさらされた。この時期のB-29による空襲は高高度で行われていたが、ターボチャージャーを装備し高度10,000 mを飛ぶB-29に攻撃を実施するのは非常に困難だった。ターボチャージャーを装備しない日本機のエンジンは高空で出力の低下が著しく、陸軍が持つ戦闘機で唯一高度10,000 mで戦闘ができたとされる本機においてもその空域では浮いているだけで限界といった状況であり、迎撃方法としてはあらかじめ侵攻方向上に待ち構えて一撃を加えるのが精一杯であった。B-29に対し、一撃をかければ数千mの高度を失い、高度を回復して追いつくことはできなかった。飛行第244戦隊戦隊長小林照彦少佐もその手記で、通常の装備では高度7,500 - 8,000 mがせいいっぱいであり、高度10,000 mで侵入するB-29に接敵するためには、防弾鋼板や大部分の武装、蓄電池などを取り外し、必要とあらば機体の塗装さえも剥がして機体を軽くする必要があったとしている。さらには機体の電熱服を用いると電圧が下がり機銃が発射できず、無線も使えなかったと回想している。また別の文献では、完全装備の三式戦闘機の上昇限度は好調な機体でも約9,000 m程度であったとされている。また元搭乗員によれば、搭乗員の訓練と研究次第である程度上昇限度を上げることができたと回想している。
11月に行われた偵察型B-29 (F-13) の迎撃には全て失敗、高度12,000 mで離脱する敵を捕えることは全くかなわなかった。1944年11月7日、陸軍は航空機による体当たり部隊を編成、これは震天制空隊と呼ばれた。三式戦闘機の場合は「はがくれ隊」「小林防空戦隊」「つばくろ隊」こと飛行第244戦隊で4機が編成されている。この機体からは前述の通り防弾鋼板、機銃、防漏タンクなどが取り外された。武装が積まれる際にも機銃弾まで削減し、少しでも軽量化して上昇力を上げ、体当たりを行うのである。一部の武装はそのままにし射撃しながら突入する戦術も採られた。なお、軽量化を行った状態の三式戦闘機をしても、高度10,000 mまで上昇するのに45分から55分かかり、機首を上げた姿勢で何とか浮いていられるといった状態でしかなかった。また小林手記によれば、当方の高度10,000 mまでの上昇に一時間かかるが、日本は調布、銚子、伊豆大島などにしか警戒レーダーを設置しておらず、しかしB-29は伊豆大島から40 - 50分で東京に到達してしまう。これでは迎撃は敵の第一波には間に合わず、やむを得ず浜松にも機体を置き、偏西風を利用しての接敵も試みられた。
はがくれ隊は11月24日の迎撃戦が初陣であった。その後規模を8機に拡大し、12月3日、隊長の四宮徹中尉が体当たりに成功、左翼のピトー管から先を失い主翼付け根のリベットのほとんどが抜け落ちた機体を見事に操って基地に着陸を果たした。板垣政雄伍長も体当たりに成功、落下傘降下で生還したが、敵機の撃墜には至らなかった。中野松美伍長はB-29の胴体下に潜り込み、プロペラで敵機の水平尾翼をもぎ取り、一説にはさらに上部に馬乗りになり、自身は不時着・生還する離れ技を見せた。他の迎撃機も活躍し、この日は6機の損失に対してB-29、6機撃墜、6機被弾(86機出撃)の戦果を上げた。こうした撃墜報告は新聞で宣伝され、第244戦隊の体当たり部隊は第5震天隊と改称された。なお1944年末から1945年初頭にかけて、第244戦隊は50機前後の三式戦闘機を運用していた。
1945年1月27日にも大規模な体当たり迎撃が行われ、62機のB-29に体当たりが行われた。第244戦隊の小林戦隊長は震天隊ではないが高度9,200 mのB-29に体当たりを決行、激突時に意識を失うも高度3,000 - 4,000 mで意識を取り戻し、きりもみ状態の愛機から落下傘で生還、他2機が体当たり、1名戦死、1名重傷。第5震天隊は1機が突入・戦死したほか、板垣政雄軍曹（先の軍功で進級）は今回の迎撃戦でもまたしても体当たり後落下傘降下で生還。中野松美軍曹(同じく進級)も同様にB-29への肉薄に成功し、胴体と水平尾翼をプロペラで破壊し自らは不時着・帰還した。この日のB-29の損害は9機であった。ちなみに震天制空隊の隊員が体当たりで戦死した場合二階級特進となるが、そうでないパイロットが体当たりを行ってもこれは適用されず、戦隊長である小林は憮然としたという。
この後、B-29は命中精度の低い高々度爆撃を停止し、比較的低高度での夜間爆撃を多用したため、体当たり攻撃の機会は激減した。三式戦闘機部隊の体当たりは第244戦隊で20回、全体で30回に及ぶ。
1944年12月13日には名古屋が初空襲される。三式戦闘機装備部隊としてはこの地区には第56戦隊が配置されていたが、フィリピン方面で戦力を消耗し内地に帰還していた第19戦隊や、第55戦隊の残置部隊などもこれの迎撃に当たった。
フィリピンでの敗北後、三式戦闘機の主戦場は本土防空戦のほか、沖縄戦に移った。だが1944年から型式変更を予定した三式戦闘機二型は、新型1,500馬力級液冷エンジンのハ140の不調のため生産が全く進まず、わずか99機で生産を停止、空冷エンジンであるハ112-IIに換装した五式戦闘機へと主力が移っていった。
1945年3月からの沖縄戦では、本土に在ったほぼ全ての三式戦闘機、ないし五式戦闘機部隊が投入された。九州には第六航空軍の4個飛行戦隊、台湾には第8飛行師団の3個戦隊と、1個独立飛行中隊が存在した。また航続距離の関係上、一部は奄美群島喜界島に進出し特攻機の護衛を行った。
これらは当初、天一号作戦の特攻機の護衛として用いられるとされたが、結局は4月1日には第17戦隊の7機が特攻に投入されたのを皮切りに、沖縄戦全体では計97機が特攻を行った。これは陸軍の全特攻機の約10 %の数字である。戦没した日本の学徒兵の遺書を集めた遺稿集「きけ わだつみのこえ」に掲載された遺書「所感」で有名な上原良司少尉（死後大尉）が搭乗して特攻出撃したのも本機で、上原は1945年5月11日に第56振武隊の一員として出撃、レーダーピケット艦の駆逐艦「ヒュー・W・ハドレイ」と「エヴァンズ」の2隻の駆逐艦と数隻の補助艦との戦闘で、他の陸海軍機との協同により2隻の駆逐艦に再起不能となる甚大な損害を被らせた。

## バリエーション

### キ61
原型機。1941年12月製造、初飛行。試作3機、増加試作9機。以降は特記無き限り川崎航空機岐阜工場での製造。

### 一型甲 (キ61-I甲)
1942年8月から1943年9月生産。最初の量産型である。
日本陸軍は航空機関砲の開発で遅れを取っており、1940年または1941年まで12.7 mm航空機関砲を、また事実上1944年まで20 mm航空機関砲を持たなかった。12.7 mm航空機関砲の試作が決定したのは、1940年になってからのことである。このため1941年に制式化された12.7 mm機関砲(ホ103 一式十二・七粍固定機関砲)は1940年に100門、1941年度に439門が生産されたが この時点では数が不足しており、また信頼性もまだ高い物ではなかった、このため、機首に12.7 mm機関砲2門と翼内に7.7 mm機関銃(八九式固定機関銃)2挺と言う装備になっている。
燃料タンクは防漏仕様で、初期には3 mm厚のゴムと10 mm厚のフェルトで覆っていたものが、421号機からは上面9 mm、側面6 mmのゴムに改められている。機体番号113から500まで、388機生産。

### 一型乙 (キ61-I乙)
1943年9月から1944年4月生産。一型甲の翼内銃を12.7 mm機関砲に換装、計4門に強化した型。当初計画ではこの砲の装備が正規状態である。514号機以降には操縦席後方、ラジエーターの上部に厚さ8 mm、重量22 kgの着脱式の防弾鋼板を追加した。一部燃料タンクには被弾時の危険性が指摘され、現場レベルでは撤去される例があった。空となった当該タンクにはさらに欠陥があり、飛行中に弁の不良で他タンクから燃料が流れ込み、機体の重量バランスを大きく狂わせた。また離陸直後の墜落事故についても、このタンクによる重量バランスの狂いが指摘された。よって乙型の14機目(514号機)からはこれを廃止し、燃料搭載量は755リットルから555リットルに減少。また、150機目(650号機)からは翼内タンクに12 mm厚ゴムによる防弾が行われている。このため燃料搭載量は更に、500リットルに減少した。また引き込み式だった尾輪は生産性向上の為、途中から固定式に改められた。
生産数は約600機、或いは592機または603機、592機などと言われている。片渕 (2007, pp. 90–91)によれば、『軍需省熊倉少佐資料』中の『陸軍機装備現況表』では機体番号は501から1092であるとされるが、『三式戦闘機取扱法』では翼内銃を12.7 mmにしたのは514号機以降であると明記されている（ただし、513号機（401機目）からの可能性もあるとしている）。ちなみに1943年度、陸軍による生産内示機数は6,760機と言う実情を鑑みない数値であったという。

### 一型丙 (キ61-I丙)
1943年9月から1944年7月生産。翼内銃砲をドイツから輸入したマウザー砲(モーゼルとも呼ばれる)(MG151/20)に換装し、20 mm機関砲2門と12.7 mm機関砲2門の重武装にした型。主翼から砲身が飛び出しているのが外見の特徴。陸軍では航空用20 mm機関砲の開発が遅れていたため、ドイツから20 mm機関砲を輸入した。数量は800門、弾丸40万発である。川崎内では「キ61マ式」とも呼ばれた。ただし重量増で飛行性能は低下している。
定説では既存の一型甲、一型乙からの改造機を含めて388機が一型丙となった。だが古峰 (2007, p. 143)は川崎において1943年に234機、1944年に153機、合計387機が生産され、現地改修機は存在しないとする。しかし前線の搭乗員の手記でも、現地改修が実際に行われたふしがあるとする証言もみられているほか、碇 (2006, pp. 161–162)は235機が新規生産で、400からそれを引いた百数十機が現地改造であろうとしている。秋本 (1999, p. 121)は改修機とは別に400機が川崎で生産されたとしている。
なお一型乙の機体番号は514から1092が振られているが、一型丙には3001から3400が振られている。

### 一型丁 (キ61-I 丁)
1944年1月から1945年1月生産。武装を機首にホ5 20 mm機関砲2門（弾数各120発）、翼内にホ103 12.7 mm機関砲2門とした型。
輸入マウザー砲を全て使用した後も20 mm機関砲の搭載が望まれたため、ようやく実用化の成ったホ103の拡大版である国産20 mm機関砲のホ5 二式二十粍固定機関砲を搭載した。榴弾の威力はマウザー砲に及ぶものではなかったが、全長が短いため機首に搭載でき、命中率はあがった。和泉 (1994, p. 39)は発射速度と初速は遜色なかったものの、故障は多かったとしている。秋本 (1989, p. 15)は、1943年11月頃に杉山元元帥が川崎の岐阜工場を訪れ20 mm機関砲の搭載を要請したとしている。
渡辺 (2006, p. 213)は、ホ5の搭載に関し、重量物を重心に近づけて機動性を確保し、また命中精度を確保する観点から（翼は捩れるなどするため命中率が劣る）、サイズの大きなマウザー砲では望めなかった機首に搭載したとしている。
しかし他の文献では、本来マウザー砲と同様に翼内装備としたかったものが翼内に収まりきらず、やむを得ず半年をかけてホ5用の同調装置を開発し、機首に搭載したとされている。この同調装置とは、プロペラ圏内に装備された機関銃を発砲するに際し、自機のプロペラに弾頭が命中しないよう、プロペラが安全な位置にある時にだけ発射機構を機械的に連結する装置である。航空機黎明時代にはプロペラを強化し、多少弾丸が当たってもこれを弾き飛ばすなどしていたが、機銃が強力になるとこの方法は廃れた。20 mm機関砲弾では弾頭内部の炸薬によりプロペラが吹き飛ぶ威力があった。20 mm弾薬は海軍も危険としてプロペラ圏内への機関砲装備を容認しなかったし、世界的にも稀な部類ではある。1942年6月5日には土井により、翼厚の関係上主翼への搭載は不可能で、この部分の翼厚を100 mm程度に再設計する必要があるとの報告がなされている。再設計と生産設備の転換自体は1週間で完了できる比較的容易なものであった。
武装変更に伴い機首の延長、榴弾の信管過敏による暴発対策で機首上面外板を厚いものに変更、これにより機体重心が前進したため後部にバラストを搭載し、主翼を4 cm前方に移動している。また、胴体内タンクを95リットルで復活させた。このため燃料搭載量は595リットルとなった。
翼内から機首への大口径機関砲搭載位置の変更は、命中率向上と重量物の機体重心近くへの移設による旋回性能向上につながるものだが、実際は改造による自重にして約250 kgの重量増加により飛行性能全般が低下している。高度6000 mでの最高速度は590 km/hから560 km/hへ、上昇力は高度5000 mまで5分31秒から7分程度へと低下している。なお、351機目から増槽架を100 kg爆弾搭載可能なものにしたとする文献もある。
本型は機体に大改修を加えているため当初「三式戦闘機一型改（キ61-I改）」と称されたが、のちに「三式戦闘機一型丁（キ61-I丁）」となった。計画では機体番号4001から4900までの900機の生産であったが、後継の二型が間に合わず、機体番号5354機までが生産された。生産機数は1,358機、または1,354機と最多である。
なお、「首無し」の機体は後述するハ140搭載の二型のものが有名だが、ハ40の徹底的な改良という要因により供給が不足し、一型についても1944年秋から首無しの機体が増えており、11月には最大の190機を数えていた。

### キ61-II
1942年4月頃より計画され、エンジンはハ40の改良型であるハ140（離昇出力1,400馬力）に換装、主翼をホ5を内蔵できるように再設計、翼面積22 m2のものとした。さらに垂直安定板を若干増積、胴体を42 cm延長した。土井 (2002b, p. 12)によれば、機能の確実化と整備の容易化にも配慮がなされた。
武装はホ5 20 mm機関砲を4門、またはホ5 2門に12.7 mmホ103 2門を装備、最大速度640 km/hを目指し、上昇限度は13,500 mとなるはずであった。さらに30 mm機関砲ホ155の搭載も検討されている。渡辺 (1999, p. 137)によれば、キ61とキ61-IIは遠目にはよく似ているが、近づいてみるといたる部分が異なっており、同一部分を探すのが困難な程だという。
1943年8月に試作機が完成・初飛行したが、エンジン、特に水ポンプの故障の頻発で実用化は遅延した。1943年9月から1944年1月までに試作機を8機生産したものの、空戦性能もあまり芳しくなく、8号機も完成こそ1944年1月とされているが、6月に至ってもやっと発動機空中試験を始める状況で、最終的に計画は中止された。なおエンジン出力の強化に伴いラジエーターも管長を250 mmから300 mmとし、冷却力を20 %強化している。
武装によって、従来の20 mm機関砲を2門・12.7 mm機関銃を2門搭載したものを二型甲（キ-61II甲）、20 mm機関砲を4門搭載したものを二型乙（キ-61II乙）と称し区別することもあるが、あくまでも後世に名づけられた非公式の名称に過ぎない。

### 二型 (キ61-II改)
1944年2月頃より計画が開始された。キ61-IIの主翼を一型丁のものに戻したもので、このため翼内武装も一型丁と同等のものに戻っている。なお、大型主翼を採用した理由とそれを元に戻した理由は資料が無く、よくわかっていない。従来の主翼にはサイズの問題で20 mm機関砲ホ5が搭載できなかったが、これの搭載のために新たな主翼を用意した可能性のほか、様々な説がある。
- 秋本 (1989, p. 16)によれば、単に一型丁にハ140を載せて各部を改修した方が良いとのことになっただけ。
- 碇 (2006, pp. 170–171)によれば、大型主翼の飛行性能が悪く、速度向上の意味から元のものに戻した。
- 古峰 (2007, p. 151)によれば飛行性能の向上のため。
- 渡辺 (1999, p. 138)によれば主翼大型化の効果があまり見られなかったため。

なお歴史群像編集部 (2011, p. 57)では、理由は明確に言及されていない。
全備重量は355 kg増加した。しかし速度は高度6,000 mで610 km/h、高度8,000 mでも591 km/hと向上しており、上昇性能も一型丁より改善を見た。上昇中の第244戦隊所属の一型を、後から発進した二型が追い抜く事もあった。また武装は一型丁と同等だが、機首の20 mm機関砲ホ5の弾数が、各120発から200発へと増加している。機首延長のバランスを取るため、主翼は一型に比べ8 cm前方にずらした。燃料タンクの防弾能力も強化したため、翼内タンクが合計265リットルから210リットルへ低下した。ハ140を搭載したこの機体は従来のものとは異なり、完全武装状態でも高度10,000 mまで楽に上昇できた。二型機体は、一足早く航空審査部飛行実験部や、1944年11月ごろより、片岡載三郎掛長（かけちょうまたはかかりちょう。現在で言うところの係長）を隊長とし、川崎航空機のテストパイロットで編成された川崎防空戦闘隊によっても一線部隊に先行して運用された。航空審査部や川崎防空戦闘隊はB-29の迎撃戦で活躍し、特に川崎防空戦闘隊は一型機体と合わせ、1944年12月13日、1945年1月3日あわせB-29、B-25合計3機または4機の撃破を報告し、航空本部長から感謝状を贈られている。そのうちB-29 3機は片岡掛長による戦果である。
増加試作機が30機または36機生産された後、1944年9月より「キ61-II改」として量産が開始された。ハ140が順調に量産され、所期の性能を発揮すれば機体が高性能をあらわすことも可能であったが、機体こそ374機が完成したものの、ハ140の生産が遅延し品質も悪かった。生産台数は44年7月に20台納入の予定が8台、8月には40台納入予定が5台、9月には1台のみが完成したに過ぎない。こうした生産状況からは本機を実用機として戦力化することが極めて困難であった。航空審査部の担当名取智男大尉はハ140を生産している川崎の明石工場に通い詰め不具合を調査したが、性能の維持は不可能であり、これに乗って飛んでくれとは整備屋としてとても言えないと言った惨状であった。ただ、検査に合格したハ140は故障もなく、確実に高度10,000 mを飛べるとの評価もあった。だが、ハ140の故障は多い事には変わりなく、キ61-II改の生産は100機程度で打ちきられた。二型は整備条件の良い、内地の防空部隊に限って配備される予定であったという。ちなみに二型の制式化は、生産の打ち切りが決定した後、間もない頃のことである。
結局、エンジンを搭載し完成機となったものは99機であったが、B-29による爆撃で機体が破壊された。その結果、最終的に軍に納入されたのは約60機程度であり、第55戦隊・第56戦隊に配備されたのは52機であった。その後、川崎はキ61-II改の生産を縮小し、四式重爆撃機を生産するよう指示された。結論としてエンジンの不調および生産遅延が三式戦闘機の大量生産を阻害した。製造番号について秋本 (1989)は5001以降が振られたとしたが、1945年1月4日付の川崎航空機作成の飛行機生産実績並予定表によれば、10000番代が岐阜工場製、15000番代が一宮工場製、18000番台が都城工場製となっている。
半完成品となった三式戦闘機の残余である275機は「首無し」の状態で放置された。これらは後に空冷エンジンを搭載し、後述の五式戦闘機に改造された。定説では二型の機体の生産機数は374機、完成機が99機、五式戦闘機への改造機が275機である。だがこの数字には試作機の39機が入っておらず、また374機という数量には新工場である都城工場で製造された分が計上されていない。古峰 (2007, p. 156)によれば川崎航空機工業株式会社『航空機製造沿革』「機体之部」では「374+」とされており、実数はやや多かったとも考えられる。また1945年3月26日及び27日に陸軍が川崎に対し実施した機体側現地指導記録によれば、この時点での「首無し」状態の三式戦闘機は一型及び二型合わせて421機となっており、うち135機を五式戦闘機、14機を三式戦闘機二型に改造し、三式戦闘機の生産については当分の間月産50機とする旨の指導を行なっている。
三式戦闘機二型は、エンジンが完調であれば性能自体は良好だった。土井によれば高度10,000 mにおいても容易に編隊飛行が行えた。また本土でB-29の迎撃に当たった第55戦隊の隊員らも、古川戦隊長が故障は見受けられるが同条件ならP-51にも引けを取らないのではないかと評価したほか、旋回性能だけは一型に劣るが全体的に二型が上である、高度11,000 mでも確実に飛行ができる、さらにはエンジンの故障も少ないと証言している。また明野の飛行学校で行なわれたテストでは、急降下性能は四式戦闘機、五式戦闘機を凌駕していた。五式戦闘機の登場後も二型が完全に捨てられたわけではなく、五式戦闘機で当座を凌ぎながら信頼性の向上を目指し、1945年6月に40機、7月に40機、8月に10機という補給計画が残されている。同じく、機体を五式戦闘機に取られながらも、終戦直前まで少なくとも2個戦隊の充足・戦力化を目指し細々と生産が続けられていたとする文献もある。しかし同時に1945年7月には生産の完全打ち切りと五式戦闘機への完全移行が決定したともされる。
さらなる発展型として、キ61-IIに大口径砲を搭載する、すなわち、ハ140特エンジンに37 mm機関砲をモーターカノンとして搭載する計画が存在した。これは古峰 (2007)にキ61-II武強として紹介されているが、現在までのところ、ウィキペディア編集者には、他の文献ではII型についてこの呼称は確認できない。ただし三式戦闘機一型については、「陸軍現用試作機称呼名称一覧表」(1945年2月25日、陸軍航空本部)において、丙型と丁型の「区分」を「武強」としている例が有る。この機体の翼内武装は廃止され、他の武装は機首に20 mmホ5が2門のみ装備された。のちにこれはキ88と呼ばれるものとなり、1943年6月には組み立ての開始が行える状態になったようだが、1943年9月に計画は中止された。後期になると陸軍からの要請を受けて、パイロット視界向上を図るために水滴型風防に変更された。この処置は中島の四式戦闘機を参考にして行われたが、九七式戦闘機以来水滴型風防を用いてきた中島と異なり、川崎では技術の蓄積が浅く、機体と風防の接着をきちんと行うことが出来なかったため、パイロットは騒音に悩まされたという。従来のファストバック型風防のものを二型甲（キ61-II改甲）、水滴型風防のものを二型乙（キ61-II改乙）とするものや、従来のファストバック型風防を二型とし、水滴型風防のものを三型（キ61-III）と称し区別することもあるが、どちらも後世に名づけられた非公式の名称に過ぎない。また正式名称不明であるものの、性能向上型である三型には離昇出力1,800馬力のハ240の装備が計画されていた。

### 五式戦闘機 (キ100)

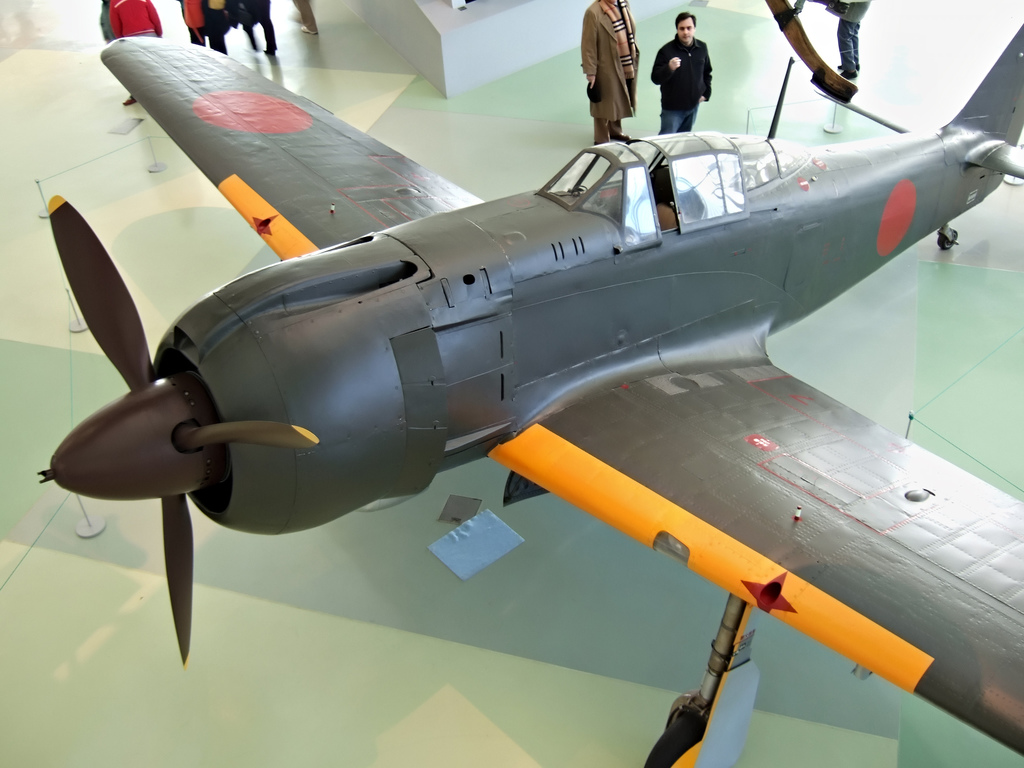
全幅840 mmの胴体に外径1,280 mmの機首部を取り付けた五式戦闘機。段差の処理に注目

五式戦闘機は三式戦闘機のエンジンを星形空冷エンジンに換装した戦闘機である。1945年（昭和20年）に制式採用された（制式採用されたか否かには諸説あり。詳しくは当該項目を参照）。
前述のとおりハ140の生産は遅延し、エンジン未装着の三式戦闘機が多数放置された。早急な戦力化のため、陸軍ではハ140に換えてハ112-IIを搭載することを計画した（日本海軍も同じく艦上爆撃機彗星のアツタエンジンに換えて金星62型エンジンを搭載している）。金星62型エンジン、陸軍名称ハ112-IIは星型空冷であるため、直径こそ1,218 mmと大きいが、離昇出力1,500馬力を発揮するものであった。これは広く部隊に配備されている三式戦闘機一型丁のハ40が発揮する1,175馬力より強力で、ハ140の1,500馬力に匹敵した。またハ112-IIには水メタノール噴射装置も装備されていた。航空本部や土井技師は三式戦闘機の空冷換装を前向きに検討開始した。軍需省の意向や川崎航空機のエンジン部門の実戦化への努力等、空冷化に対して考慮すべき点があったものの、戦局と生産の観点から、1944年4月、航空審査部は川崎に対し内々に三式戦闘機の空冷化を依頼した。また上記二型の戦力化の失敗により、10月1日には正式に空冷化三式戦闘機・キ100の試作が命じられた。
三式戦闘機の840 mmの胴体に直径1,218 mm、カウリングなども含めれば外径1,280 mmのハ112-IIをいかに収めるかは、ドイツより輸入されていたFw190A-5の機首まわりの処理を参考とした。エンジンと機体の接続部に生じる段差は渦流を生じ大きな空気抵抗となるが、この部分にエンジンの推力式単排気管を設置し渦流を吹き飛ばし、最小限の整形のみで空気抵抗を低減する処理を施した。
1944年の12月末には換装のための設計を終え、試作一号機は翌1945年2月1日（または11日）に初飛行を行った。空冷化により前面投影量が増え、空気抵抗の増加により最高速度が580 km/hとなった。これはキ61-II改より30 km/hほど低下していた。しかし、空冷化による水冷装置の撤去など軽量化に伴い、上昇力は四式戦闘機を上回るものとなった。空戦性能は三式戦闘機を上回ると判定され、三式戦闘機一型丁と比較すれば最高速度においても凌駕した。窮余の策の空冷エンジンへの換装は大成功であった。
第59戦隊のパイロットらも、三式戦闘機を装備運用した時期に比較し、五式戦闘機は敵新鋭戦闘機とも相当に善戦できると評価した。また何より、稼働率が大きく向上した。取り敢えずの戦力化・稼働率の向上に加え予想外の高性能を発揮したキ100は、2月には五式戦闘機として制式採用された。量産機第一号は2月に完成し、3月には36機、4月には89機、5月には131機が生産された。生産の停止した三式戦闘機二型に代わって陸軍の主力戦闘機となり、陸軍航空隊はこれを大歓迎する。だが米軍の空襲のため6月は88機、7月は23機にまで生産が落ち込んだ。8月に生産された10機をもって生産完了し、試作機3機を含め総生産数は390機または393機程度であった。ほか、生産機数は文献により諸説が存在する。
ただしハ112-IIはハ140より良く稼動したとされるが、やはり新型エンジンであり、信頼性が抜群であったと言うわけではなかった。1945年7月に五式戦闘機を装備した第59戦隊の稼働率が48 %、三式戦を装備した第55戦隊の稼働率が62 %とのデータもある。

## 諸元
| 正式名称     | 三式戦闘機一型乙                                                                       | 三式戦闘機一型丁                                                                    | 三式戦闘機二型                                                                      |
| ------------ | -------------------------------------------------------------------------------------- | ----------------------------------------------------------------------------------- | ----------------------------------------------------------------------------------- |
| 試作名称     | キ61-I乙                                                                               | キ61-I丁                                                                            | キ61-II改                                                                           |
| 全幅         | 12.00 m                                                                                | 12.00 m                                                                             | 12.00 m                                                                             |
| 全長         | 8.74 m                                                                                 | 8.94 m                                                                              | 9.1565 m                                                                            |
| 全高         | 3.70 m                                                                                 | 3.70 m                                                                              | 3.75 m                                                                              |
| 翼面積       | 20 m2                                                                                  | 20 m2                                                                               | 20 m2                                                                               |
| 翼面荷重     | 156.5 kg/m2                                                                            | 173.5 kg/m2                                                                         | 191.25 kg/m2                                                                        |
| 自重         | 2,380 kg                                                                               | 2,630 kg                                                                            | 2,855 kg                                                                            |
| 正規全備重量 | 3,130 kg                                                                               | 3,470 kg                                                                            | 3,825 kg                                                                            |
| 発動機       | ハ40（離昇1,175馬力）                                                                  | ハ40（離昇1,175馬力）                                                               | ハ140（離昇1,500馬力）                                                              |
| 最高速度     | 590 km/h（高度4,860 m）                                                                | 560 km/h（高度5,000 m）                                                             | 610 km/h（高度6,000 m）                                                             |
| 上昇力       | 高度5,000 mまで5分31秒                                                                 | 高度5,000 mまで7分00秒                                                              | 高度5,000 mまで6分00秒                                                              |
| 航続距離     | 1,100 km＋戦闘20分 または3.65時間(歴史群像) / 2850 km(増槽付) または7.65時間(歴史群像) | 1,800 km(過荷)                                                                      | 1,600 km(過荷)                                                                      |
| 武装         | ホ103 12.7 mm機関砲 合計4門、 （胴体2門 + 翼内2門、携行弾数各250発）                   | 胴体20 mm機関砲2門（ホ5、弾数各120発）、 翼内12.7 mm機関砲2門（ホ103、弾数各250発） | 胴体20 mm機関砲2門（ホ5、弾数各250発）、 翼内12.7 mm機関砲2門（ホ103、弾数各250発） |
| 爆装         | 100 kg - 250 kg爆弾2発                                                                 | 100 kg - 250 kg爆弾2発                                                              | 250 kg爆弾2発                                                                       |
| 生産数       | 約600機/512機                                                                          | 1,358機/1,354機                                                                     | 99機                                                                                |

出典：『日本の戦闘機・陸軍編』、航空機の原点 精密図面を読む10 日本陸軍戦闘機編、学習研究社 (2007) 歴史群像 太平洋戦史シリーズ 61『三式戦「飛燕」・五式戦』p.160の折り込み。

## 逸話

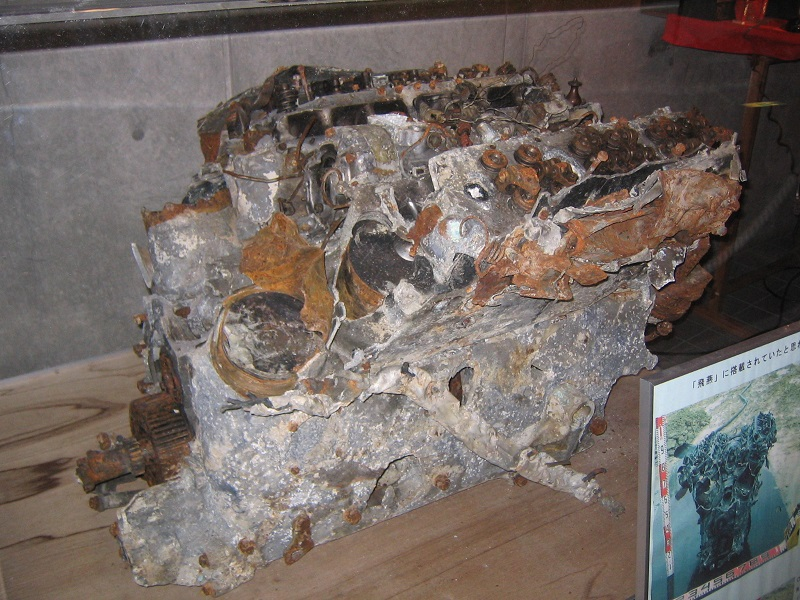
いきいきランド交野で展示されるハ40（2007年）

- 1942年4月18日のドーリットル空襲時、航空審査部飛行実験部の前身である陸軍飛行実験部実験隊には、キ61担当主任である荒蒔義次少佐と梅川亮三郎准尉がいた。またキ61は福生飛行場で飛行試験を終え、水戸陸軍飛行学校においてホ103射撃試験中であった。彼らはこのキ61試作2号機・3号機に急遽搭乗し、B-25を迎撃した。しかしこれらの機体に搭載されていたのは演習用徹甲弾であり、炸裂弾ではないため命中しても貫通するのみで大型機の撃墜は難しい[381][382]。ただちに離陸した梅川機はB-25の1機に命中弾を浴びせて左翼より燃料または煙を噴かせたが燃料が不足し撃墜には至らず、1機撃破を報告した[381][382]。このB-25は4番機であり、機長はE・W・ホームストロム少尉が務めていた[383][382]。ただし米軍側クルーの回想によれば、左翼からの煙は梅川機の攻撃前より発生していた燃料漏れトラブルであったらしい[382]。また、左前方より攻撃されたともしている[382]。一方、荒蒔は機体に搭載された実包をマ弾と呼ばれる炸裂弾に換装し離陸、B-25の後を追ったが会敵はできなかった[381][382]。
- 梅川機の後に離陸した荒蒔機がB-25索敵中、一線配備されておらず味方に周知されていない試験機であるため、海軍機から敵機と誤認されて攻撃を受ける一件があったが、主翼の国籍マークを見せることで同士討ちは回避した[381][384]。
- 1945年2月17日、二型で試験飛行を行っていた航空審査部の荒蒔義次少佐が、F6Fと遭遇し空中戦を行った。急降下を行った際、遷音速時に発生する様な現象を体感したと証言している。基地に帰還した後に確認すると、1,000 km/h[注釈 32] まで測定できる速度計の針が振り切れ破損していた。しかし、機体には異常は無く、速度計以外に故障した部分はなかった[385]。荒蒔の手記である「テスト飛行で得た屠龍と飛燕の実力」でも、音の壁に衝突したと語っているが、こちらでは空中戦や速度計の破損については触れられていない[386]。なお、機体の対気速度が、おおよそ音速の0.7 - 0.8倍程度に達したあたりから、主翼上面や胴体の膨らんだ部分など、気流の流れの早い箇所では部分的に衝撃波が発生する場合があり[387][388]、荒蒔が衝撃波を体感したと言う証言はあり得ない話ではない。
- 2005年3月16日に大阪府交野市星田北地域の第二京阪道路建設工事現場でエンジンや機関砲、プロペラなどの残骸が発見された。調査の結果、1945年7月9日に伊丹飛行場から出撃した飛行第五六戦隊所属の三式戦闘機のものであることが判明した。搭乗員は中村純一陸軍少尉（当時）。硫黄島から襲来したP-51と交戦し撃墜された。残骸は交野市に引き渡され同市施設「いきいきランド交野」にて展示されている[389][390]。

## 郵便切手
終戦間際の1945年7月1日、文献によっては8月1日、逓信院が発行した5銭の普通切手に三式戦闘機「飛燕」が登場している。逓信院とは、戦時統合により発足した運輸通信省から5月19日に分離し再発足した組織である。

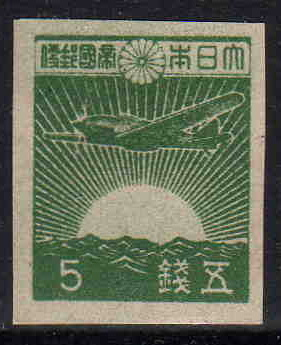
「旭日と飛燕」5銭切手

同切手は「戦意発揚」を目的に公募が行われた入選作品のひとつを改作して採用された図案で、太陽をバックに飛行する本機が描かれているため「旭日と飛燕」と俗称されている。ただし印刷は物資の欠乏により比較的簡素な平版印刷で、目打も糊も省かれた状態で発行された。また用紙も白紙や灰白紙と異なるもので印刷されたほか、緑色だけでなく青色で印刷されたものがある。
この切手はGHQから「軍国主義的」であるとして1947年(昭和22年)8月31日付で使用禁止となった、いわゆる「追放切手」となった。もっとも発行当初は第三種便一般料金用であったが、戦後はインフレーションのため、使用禁止された時点では実際に郵便で使用できないほど額面が無価値になっていた。

## 現存する機体・レプリカ
本機の完全な現存機は、現在日本国内に1機、三式戦闘機二型（キ61-II改、製造番号:川崎6117）が存在するのみである。この機体は1944年に川崎航空機岐阜工場で製造された二型の試作17号機である。戦争中、この機体は陸軍航空審査部所属であり、終戦直後に福生飛行場でアメリカ軍に接収され、のちに日本航空協会に譲渡返還されたものである。同機は戦後に大規模な修復を受け、現在良好な状態で保存されている三式戦闘機としては世界で唯一である。
この機体は、京王百貨店の「太平洋戦史展」 や遊園地での展示や航空自衛隊岐阜基地での23年間の保管ののち、1986年からは鹿児島県知覧町に貸与され知覧特攻平和会館に展示されていたが、2015年9月に岐阜県各務原市にある川崎重工岐阜工場に搬入されて修復を受け、神戸市での展示を経て、2016年11月に再び各務原市へ戻り、岐阜かかみがはら航空宇宙博物館の増改築が終わるのを倉庫で待ち2018年3月24日より本館内で展示されている。機体番号は従来、"5017"あるいは"61217"と推測されていたが、2015年～2016年にかけて行われた修復の中で発見された機体各部に残るステンシル跡から、"6117"であることが判明した。
日本にはこのほか高知県沖の海中から引き上げられた機体が京都嵐山美術館にて、胴体前部と主翼桁のみという不完全な状態のものが展示されていたこともある。
また、海外ではオーストラリア南部のワンガラッタ市の航空機復元会社に、川崎重工業の現役及びOB社員によるボランティア・グループが協力して飛行可能なように復元中の一型がある
アメリカでは、フロリダ州のファンタジー・オブ・フライトで修復待ちの二型（製造番号:川崎379、飛行第68戦隊または第78戦隊所属）を見ることができる 他、ヴァージニア州ではジェラルド・イェイゲン(Jerald Yagen)所有の二型（製造番号:川崎640、飛行第64戦隊所属機）があり、同氏運営の軍事航空博物館倉庫で修復中である。
他にも、ニューギニア島のチェンデラワシ湾海底に残る機体と主翼の一部が水中写真家の戸村裕行によって撮影され、それが飛燕であると潮書房「丸」編集部の鑑定により発表されるなど、未だに太平洋の各地に残骸が存在する。
2017年に入り、1970年代にパプアニューギニアのジャングルで発見されオーストラリアのコレクターが保有していた残骸がヤフーオークションに出品された。この機体は倉敷市の会社経営者が1500万円で落札し、11月30日に倉敷市にて引き渡された。当初は落札した機体を修復し大戦当時に三式戦闘機に関わった人々に見せる予定であったが、時間がかかりすぎ関係者の存命中に見せることが困難と判断され、実機を採寸してレプリカを制作する方向に変更。2023年に完成し、レプリカ制作を請け負った会社の所在地近くである茨城空港で同年9月9日に公開された後にオーナーに引き渡され2024年4月29より浅口市で展示されている。

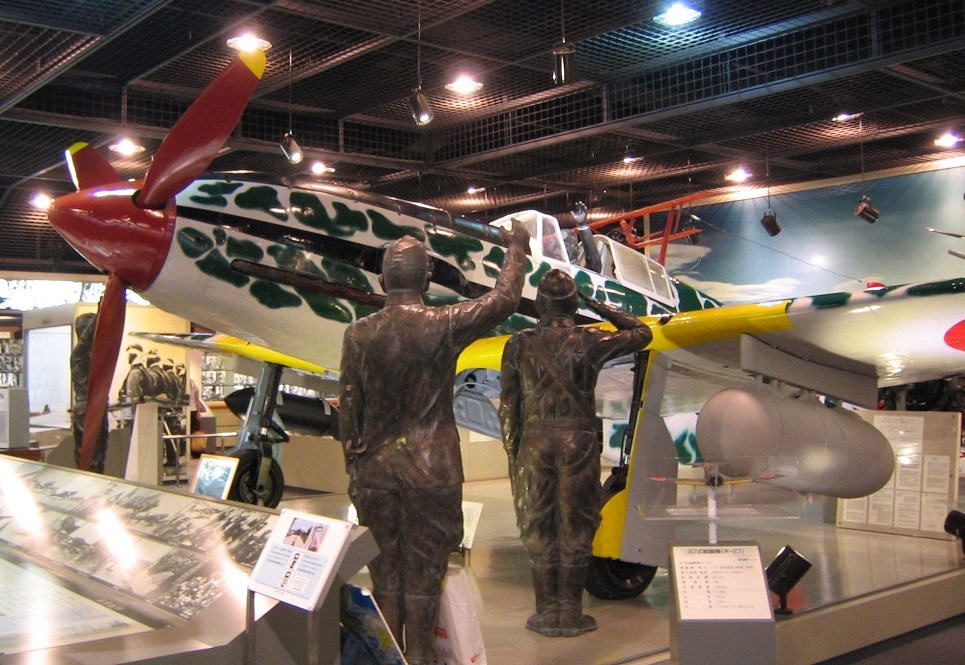
知覧特攻平和会館で展示されていた当時の三式戦闘機二型（2009年7月撮影）
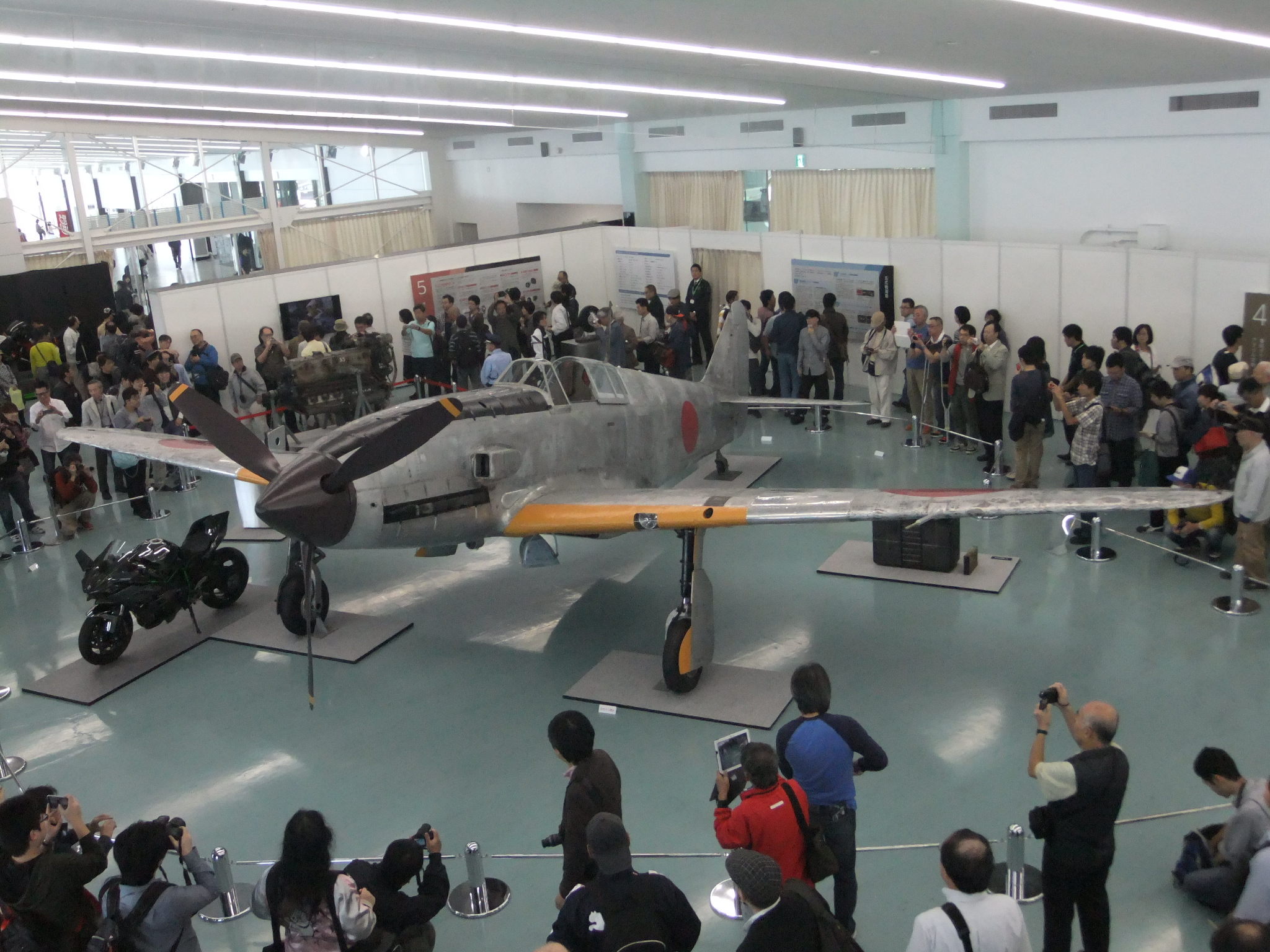
神戸ポートターミナルで展示された三式戦闘機二型（2016年10月撮影）
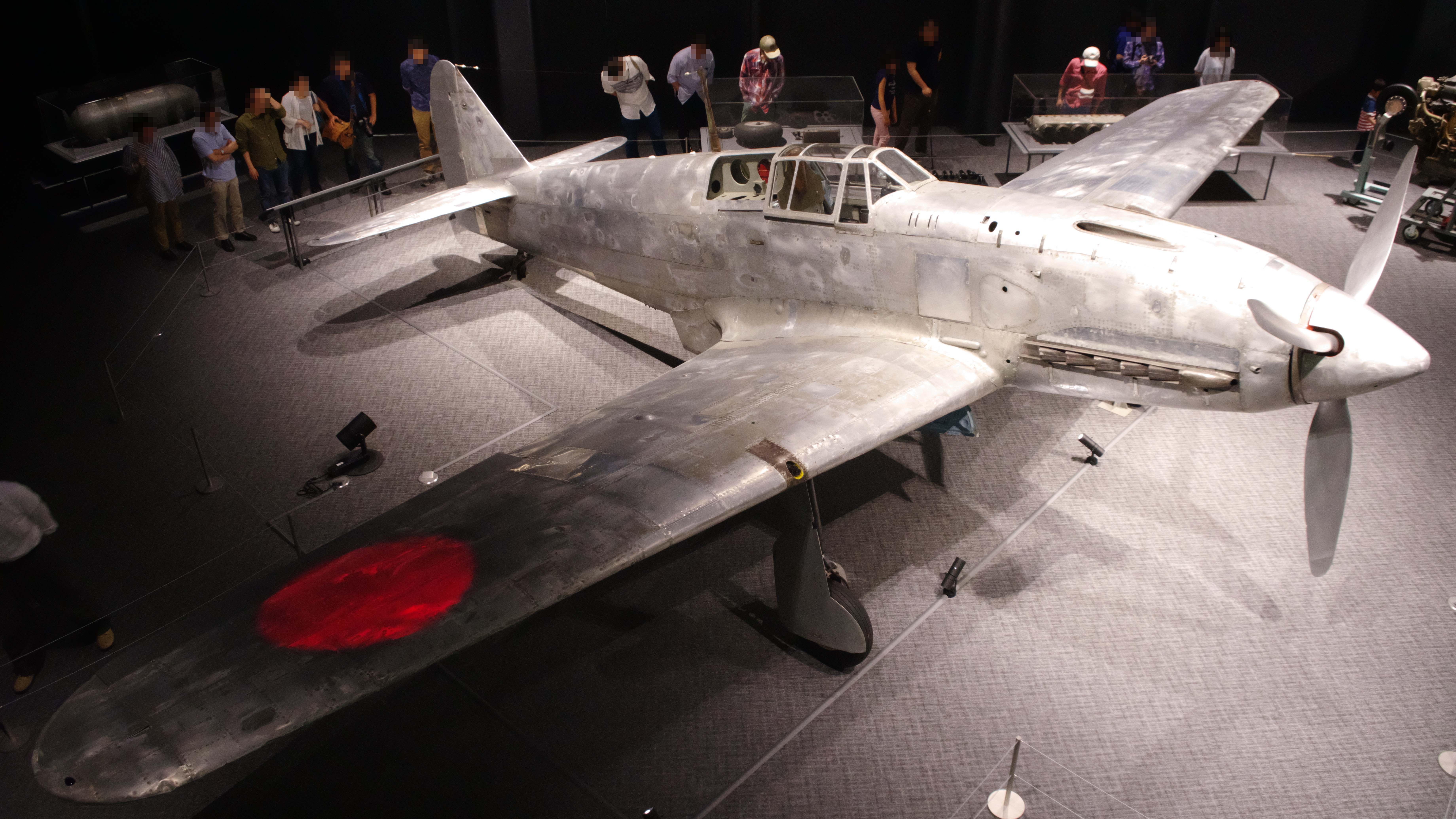
岐阜かかみがはら航空宇宙博物館で所蔵されることになった三式戦闘機二型（2018年5月撮影）
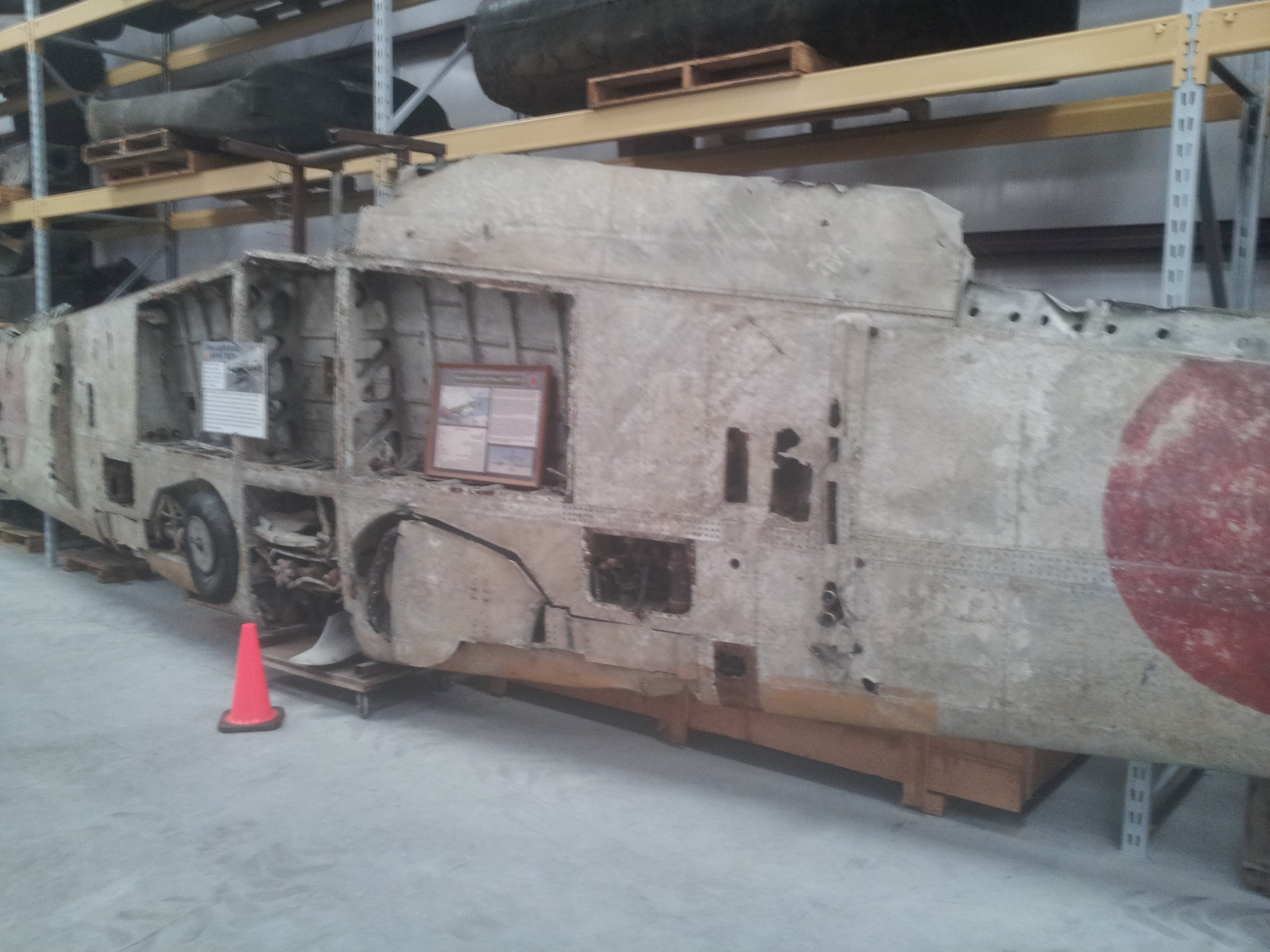
ファンタジー・オブ・フライトの倉庫で修復待ちの状態の三式戦闘機二型の翼（2013年11月撮影）

## ギャラリー

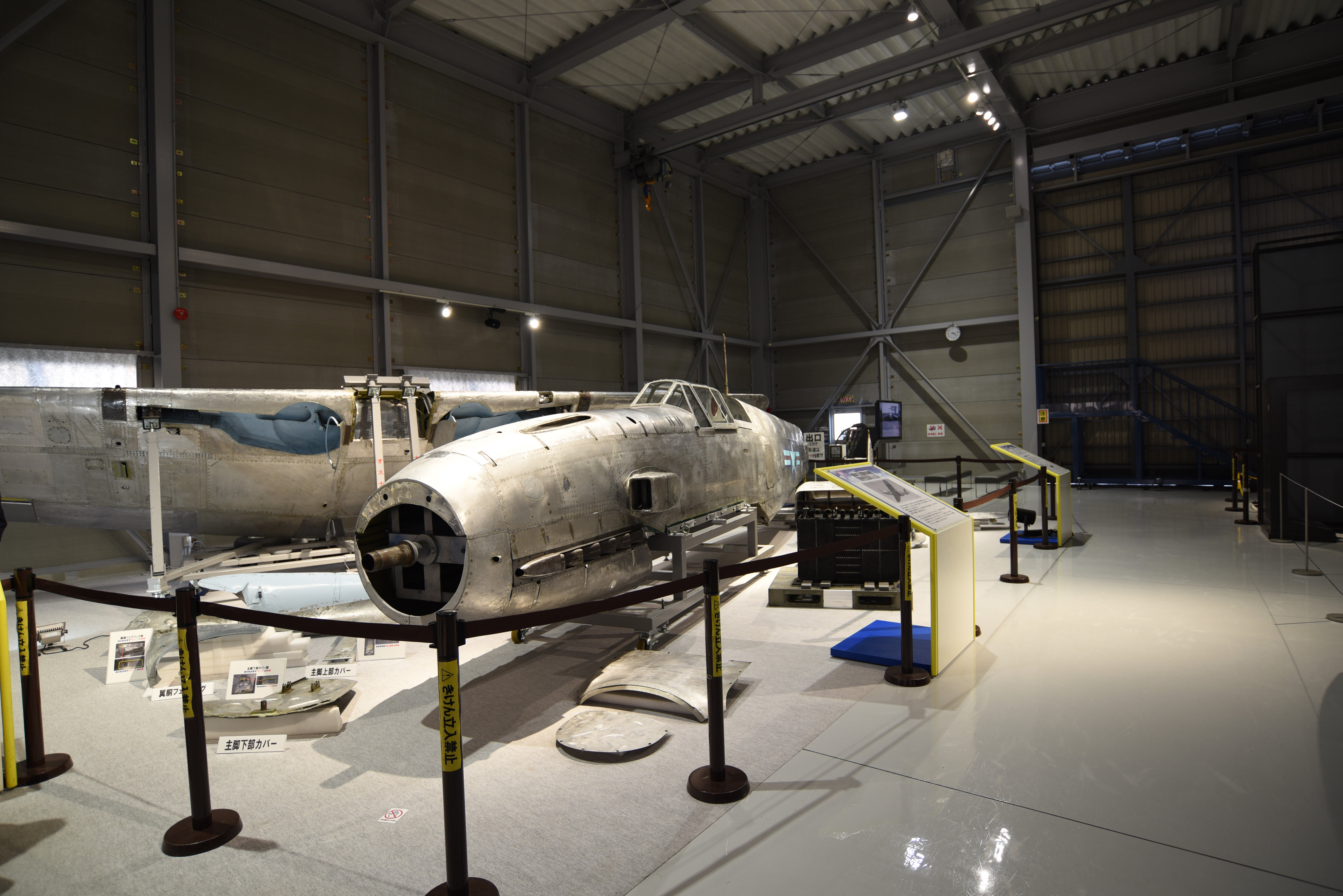
全景
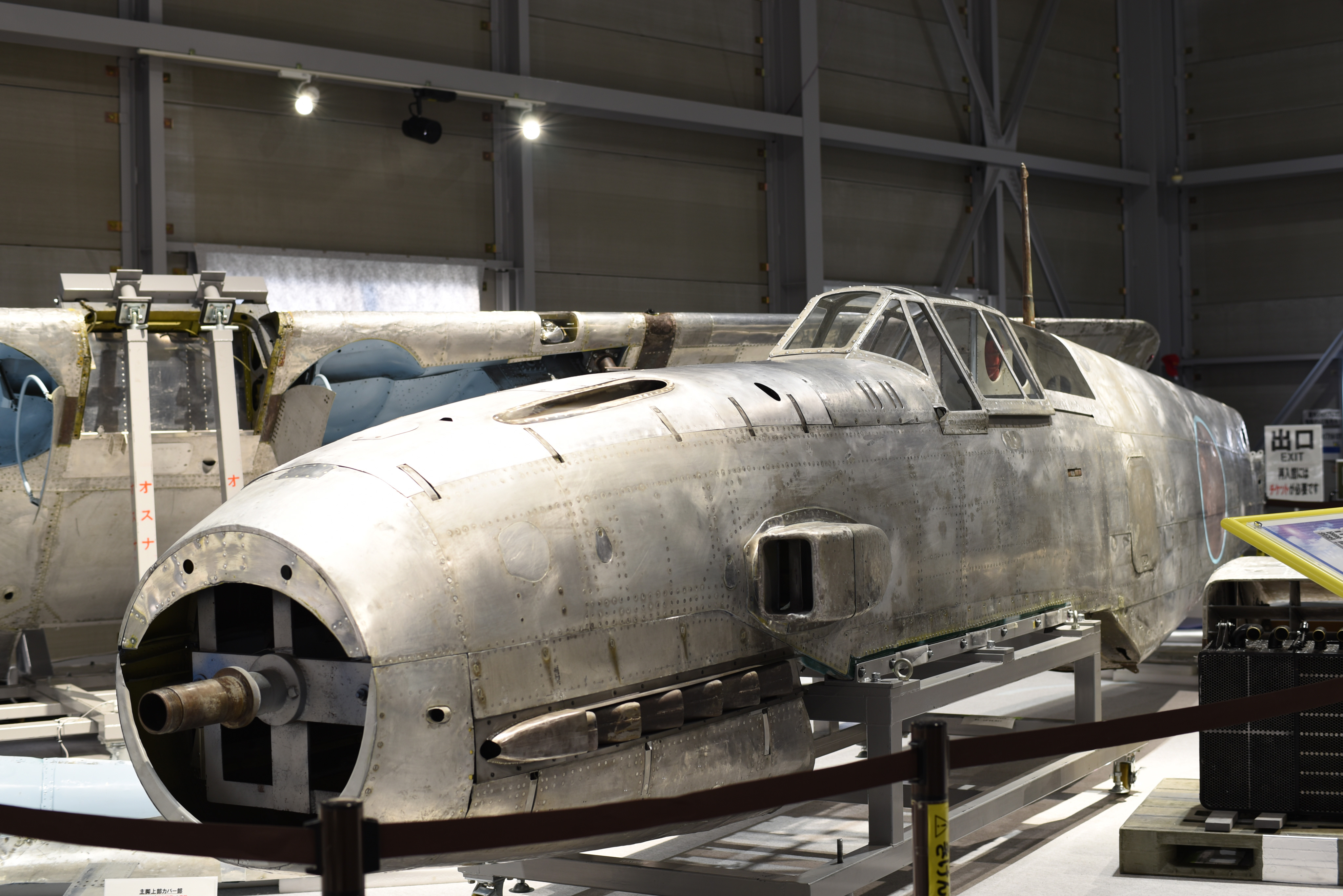
分解展示中の胴体
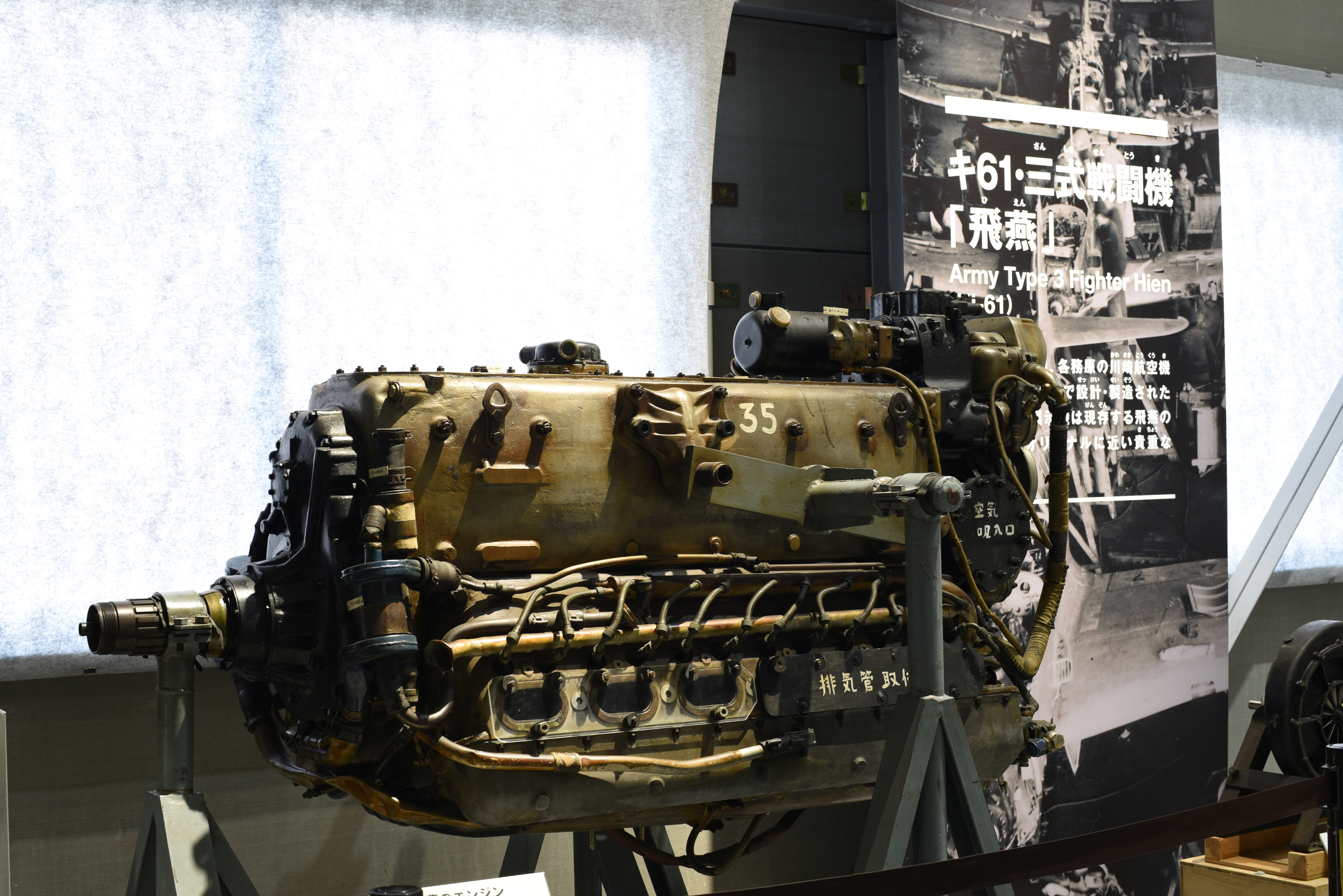
エンジン
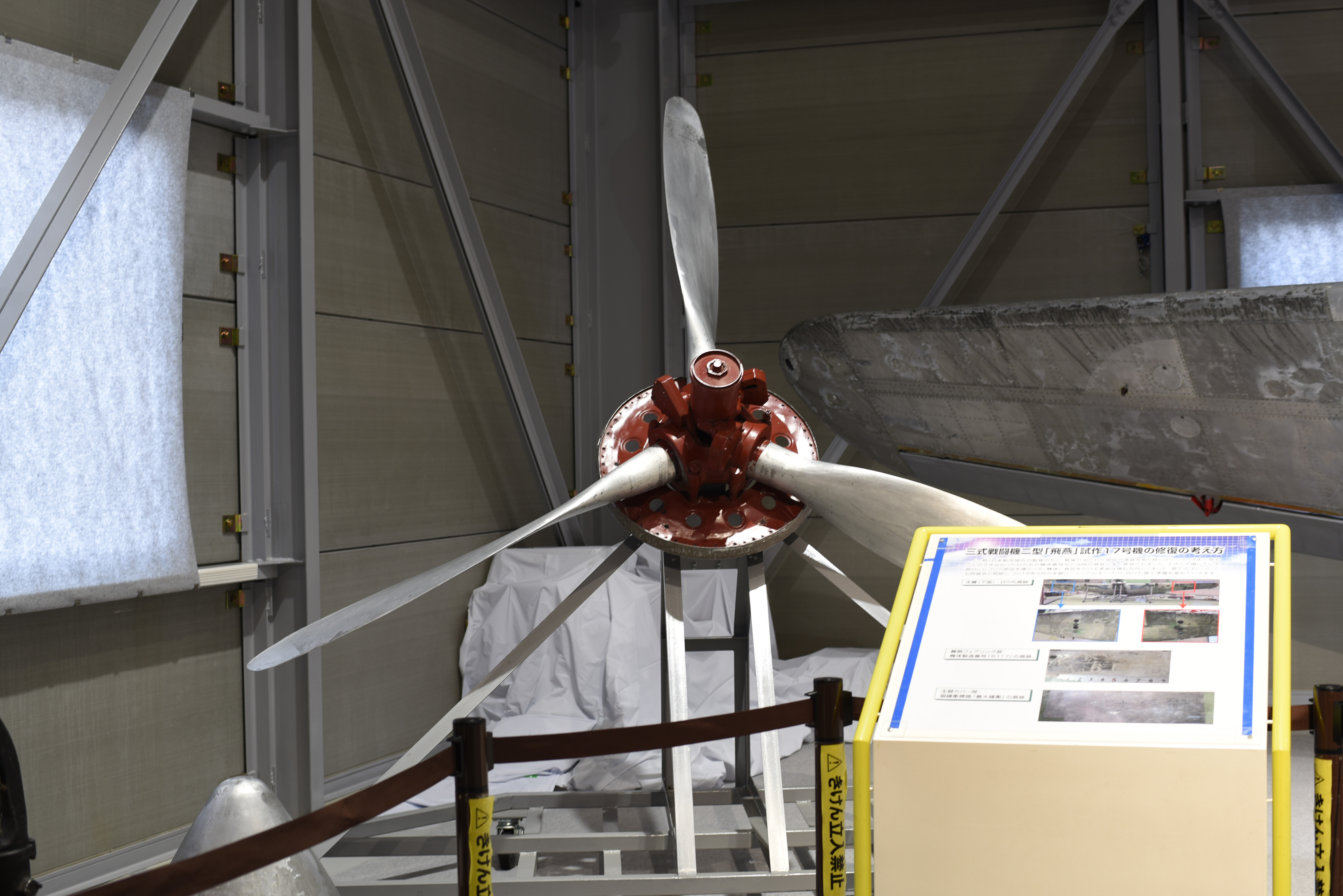
プロペラ
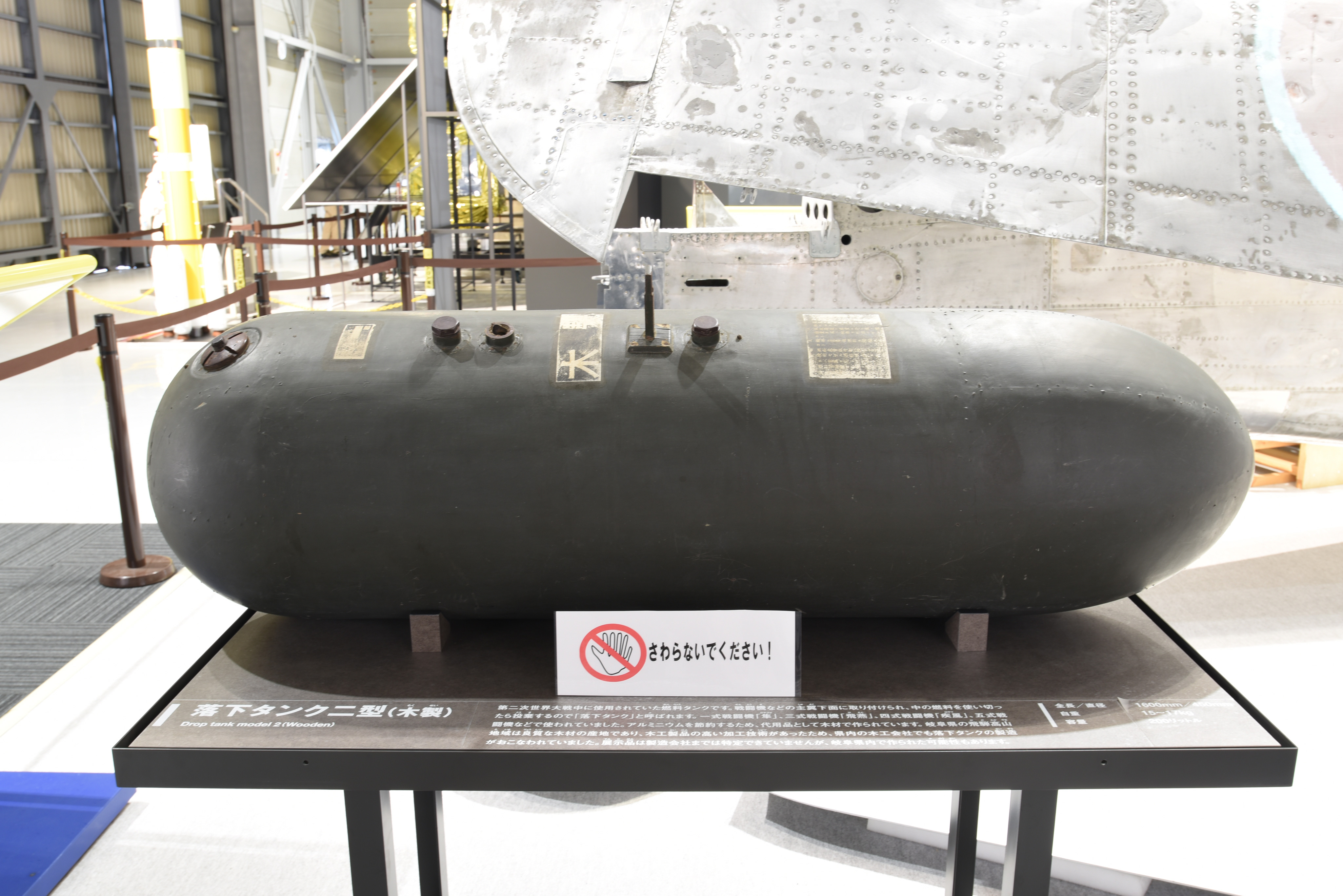
落下タンク（木製）
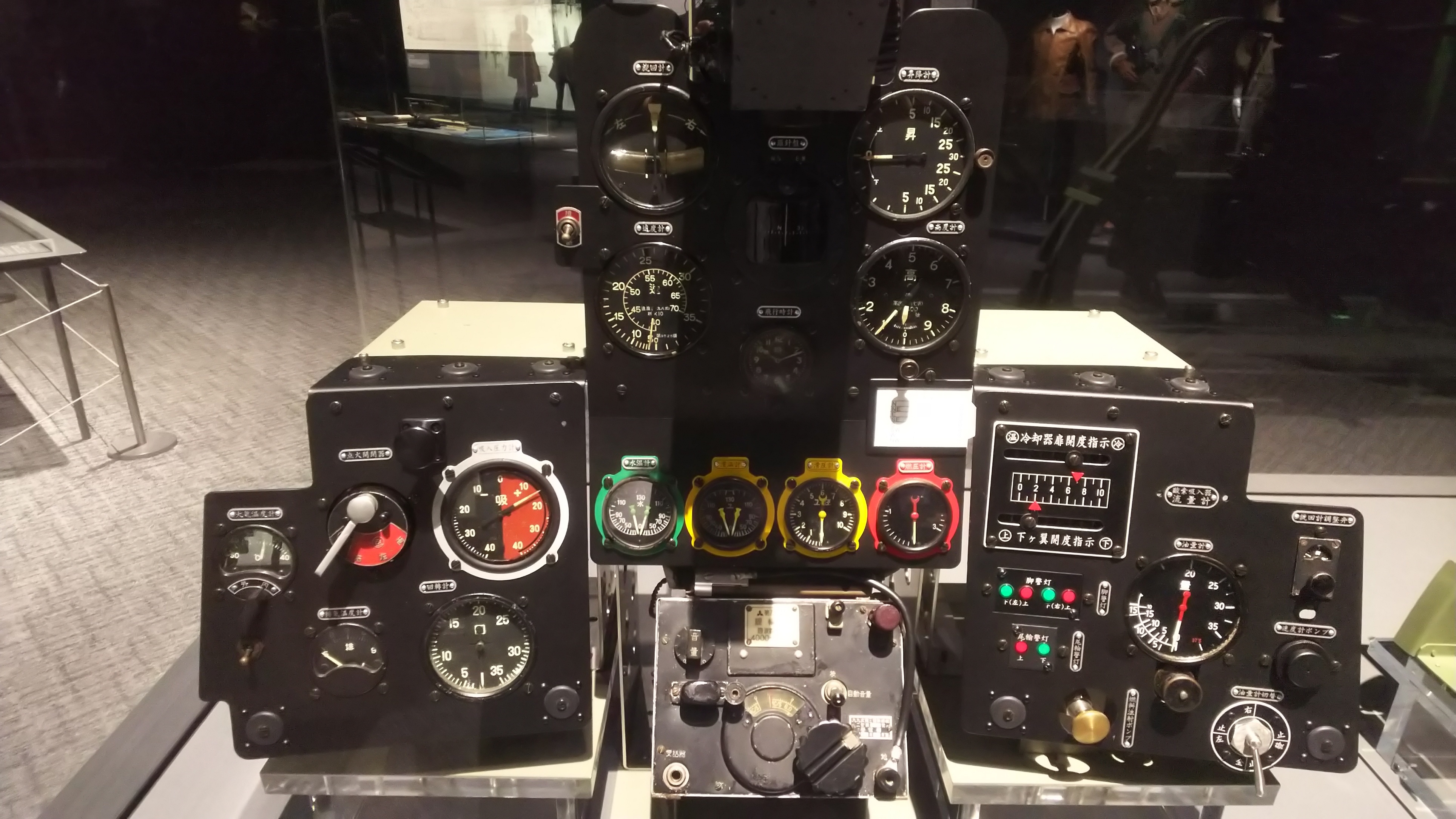

## 登場作品

### 映画
『最後の帰郷』
実機が特攻機役として登場する。
『俺は、君のためにこそ死ににいく』
終盤の特攻機護衛のために出撃する、上方から攻撃をしてきたF6Fに対進攻撃を仕掛け、一機炎上させるが、飛燕も被弾し炎上している。

### 漫画・アニメ
『荒野のコトブキ飛行隊』
第2話で空賊が使用。10話・11話ではショウト自警団が使用、五式戦闘機を撃墜する。
『戦場まんがシリーズ』
シリーズ中、「鉄の墓標」「爆裂弾道交差点」「紫電碧血」等に登場する。
『飛燕独立戦闘隊』
松本良男『秘めたる空戦』を原作とした航空戦記。本機を駆る陸軍航空士官が南方戦線を転戦する。
『プルプルぷろぺら』（作：鴨川つばめ、秋田書店）
まだ高校生である主人公が父親から譲り受けた「飛燕」エンジン未搭載機（いわゆる「首無し飛燕」）のリバースエンジニアリングおよび飛行操縦を目指すシチュエーション・コメディ作品。

### ゲーム
『WarThunder』
プレイヤーの操縦機体として一型乙・一型甲・一型丙・一型丁・二型・一型乙(米軍鹵獲機)が登場する。
『艦隊これくしょん -艦これ-』
基地航空隊に配置の陸軍戦闘機という分類で、三式戦 飛燕、三式戦 飛燕一型丁、三式戦 飛燕(飛行第244戦隊)の名称で登場。
『荒野のコトブキ飛行隊 大空のテイクオフガールズ！』
各キャラクターの搭乗可能機体として一型が登場。怪盗団アカツキのベッグは本機が本来の愛機であり、搭乗することで能力が向上する。